# Liste von Jazz- und Improvisationsmusikerinnen
Diese Liste von Jazz- und Improvisationsmusikerinnen enthält bekannte Musikerinnen des Jazz und der Improvisationsmusik.

## Namensliste

### A
- Frøy Aagre, * 1975, Saxophonistin, Komponistin
- Mindi Abair, * 1969, Saxophonistin
- Christine Abdelnour, * 1978, Saxophonistin
- Sakina Abdou, * 1984, Saxophonistin
- Sophie Abraham, * 1986, Cellistin
- Chantal Acda, * 1978, Singer-Songwriterin, Gitarristin, Bassistin
- Jessica Ackerley, Gitarristin
- Claudia Acuña, * 1971, Sängerin
- Naíma Acuña, * 1988, Schlagzeugerin
- Cherise Adams-Burnett, * 1995, Sängerin, Songwriterin
- Jeanne Added, * 1980, Sängerin, Cellistin, Songwriterin
- Lynn Adib, * 1986, Sängerin, Flötistin, Songwriterin
- Maucha Adnet, * 1963, Sängerin, Gitarristin, Songwriterin
- Irène Aebi, * 1939, Cellistin und Sängerin
- Yasuko Agawa, * 1951, Sängerin
- Areni Agbabian, * ≈1990, Sängerin, Pianistin
- Sophie Agnel, * 1964, Pianistin
- Gabrielle Agachiko, 1958–2023, Sängerin
- Mina Agossi, * 1972, Sängerin, Songwriterin
- Yazz Ahmed, * 1983, Trompeterin, Komponistin
- Elfi Aichinger, * 1961, Sängerin, Komponistin
- Miriam Aïda, * 1974, Sängerin
- Cyrille Aimée, * 1984, Sängerin
- Monica Akihary, * 1964, Sängerin
- Toshiko Akiyoshi, * 1929, Pianistin, Komponistin, Bandleaderin
- Susan Alcorn, * 1953, Gitarristin, Komponistin
- Melissa Aldana, * 1988, Saxophonistin
- Monique Aldebert, 1931–2018, Sängerin, Songwriterin
- Thana Alexa, * 1987, Sängerin
- Dee Alexander, * 1955, Sängerin
- Lorez Alexandria, 1929–2001, Sängerin
- Mayte Alguacil, * ≈1979, Sängerin, Flötistin
- Ora Alexander, * ≈1896, Sängerin, Songwriterin
- Kirsti Alho, * ≈1962, Sängerin
- May Alix, 1902–1983, Nachtclub- und Bluessängerin
- Annisteen Allen, 1920–1992, R&B-Sängerin
- Efrat Alony, * 1975, Sängerin
- Therese Allemann, Saxophonistin
- Lina Allemano, * 1973, Trompeterin, Komponistin
- Geri Allen, 1957–2017, Pianistin, Bandleaderin
- Jackie Allen, * 1959, Sängerin
- Sophie Alour, * 1975, Saxophonistin
- Ayten Alpman, 1931–2012, Sängerin
- Susanne Alt, * 1978, Saxophonistin, Bandleaderin, Komponistin
- Myriam Alter, * 1945, Pianistin, Komponistin
- Maria de Alvear, * 1960, Pianistin, Sängerin, Komponistin
- Karrin Allyson, * 1963, Sängerin und Pianistin
- Maryanne Amacher, 1943–2009, Elektronik-Spielerin, Komponistin
- Zoh Amba, * 2000, Saxophonistin, Flötistin
- Memeta Ambrosetti, 1917–1999, Schlagzeugerin, Autorin
- Fabienne Ambühl, * 1986, Pianistin, Sängerin
- Roxana Amed, Sängerin
- Olga Amelchenko, * 1988, Saxophonistin
- Kiyoko Ami, * ≈1955, Vibraphonistin, Sängerin
- Anna Anderluh, * 1988, Sängerin, Pianistin, Komponistin, Performerin
- Ursula Anders, 1938–2025, Schlagzeugerin, Sängerin
- Henriette Andersen, * 1963, Sängerin
- Kristin Andersen, * 1973, Trompeterin, Flötistin
- Ernestine Anderson, 1928–2016, Sängerin
- Ivie (Ivy) Anderson, 1904–1949, Sängerin
- Laurie Anderson, * 1947, Sängerin, Violinistin, Elektronik-Spielerin
- Ellen Andersson, * 1991, Sängerin
- Leny Andrade, 1943–2023, Sängerin
- Brigitte Angerhausen, * 1966, Pianistin, Komponistin, Toningenieurin
- Laura Anglade, * ≈1995, Sängerin
- Anirahtak, * 1960, Sängerin
- Brittany Anjou, * 1984, Pianistin, Vibraphonistin
- Lotte Anker, * 1958, Saxophonistin und Komponistin
- Anna.Luca, * 1983, Sängerin, Songwriterin
- Laurie Antonioli, * 1958, Sängerin
- Houry Dora Apartian, * 1976, Sängerin
- Pat Appleton, * 1968, Sängerin
- Irene Aranda, * 1980, Pianistin
- Susie Arioli, * 1963, Sängerin und Schlagzeugerin
- Ellen Arkbro, * 1990, Sängerin, Organistin, Komponistin
- Frankie Armstrong, * 1941, Sängerin
- Lil Hardin Armstrong, 1898–1971, Pianistin
- Daymé Arocena, * 1992, Sängerin
- Marta Arpini, * 1994, Sängerin, Komponistin
- Lynne Arriale, * 1957, Pianistin
- Genevieve Artadi, * 1982, Singer-Songwriterin, Keyboarderin
- Hilde Louise Asbjørnsen, * 1976, Sängerin, Songwriterin, Schauspielerin
- Dorothy Ashby, 1932–1986, Harfenistin, Komponistin
- Ebba Åsman, * 1998, Posaunistin
- Tine Asmundsen, * 1963, Bassistin
- Miriam Ast, * 1989, Vokalistin, Saxophonistin
- Allison Au, * ≈1986, Saxophonistin
- Vera Auer, 1919–1996, Akkordeonistin, Vibraphonistin, Bandleaderin
- Simone Aubert, * 1981, Schlagzeugerin, Multiinstrumentalistin
- Grażyna Auguścik, * 1955, Sängerin
- Claire Austin, 1918–1994, Jazz- und Bluessängerin
- Lovie Austin, 1887–1972, Pianistin, Komponistin, Bandleaderin
- Patti Austin, * 1950, Sängerin
- Angela Avetisyan, * 1988, Trompeterin
- Yasmine Azaiez, * 1988, Geigerin

### B
- Boglárka Bábiczki, * 1981, Sängerin
- Esther Bächlin, * 1965, Pianistin
- Karin Bachner, * 1969, Sängerin
- Nicole Badila, Bassistin, Komponistin
- Hyeonseon Baek, Sängerin
- Pearl Bailey, 1918–1990, Sängerin
- Mildred Bailey, 1907–1951, Sängerin
- Anita Baker, * 1958, Sängerin
- Edythe Baker, 1895–1975, Pianistin, Tänzerin
- Josephine Baker, 1906–1975, Tänzerin, Sängerin, Schauspielerin
- Renée Baker, * 1957, Violinistin
- Rebekka Bakken, * 1970, Sängerin (Pop-Jazz)
- Barbara Balzan, * 1969, Sängerin
- Hanna Banaszak, * 1957, Sängerin, Lyrikerin
- Nancie Banks, 1951–2002, Sängerin, Bandleaderin und Kopistin
- Maria Baptist, * 1971, Pianistin, Komponistin, Dirigentin, Hochschulprofessorin
- Chelsea Baratz, * 1986, Saxophonistin
- Theda Barbara, Sängerin
- Annie Barbazza,* 1993, Sängerin, Schlagzeugerin
- Patricia Barber, * 1956, Sängerin, Pianistin, Organistin, Bandleaderin
- Blue Lu Barker, 1913–1998, Sängerin (auch Blues)
- Heather Bambrick, * 1971, Sängerin
- Emilie-Claire Barlow, * 1976, Sängerin
- Shannon Barnett, * 1982, Posaunistin
- Christy Baron, Sängerin
- Issie Barratt, * 1964, Komponistin, Saxophonistin
- Sweet Emma Barrett, 1897–1983, Pianistin, Sängerin
- Helen Barsby, * 1970, Trompeterin
- Kristina Barta, * 1987, Pianistin
- Martina Barta, * 1988, Sängerin, Hornistin
- Barbara Barth, * 1983, Sängerin, Komponistin
- Elke Bartholomäus, * ≈1979, Sängerin, Komponistin
- Willene Barton, 1928–2005, Tenorsaxophonistin
- Lisa Bassenge, * 1974, Sängerin
- Èlia Bastida, * 1995, Geigerin, Sängerin, auch Saxophonistin
- Jamie Baum, Flöte, Komposition
- Vera Baumann, * 1988, Stimmkünstlerin
- Yolande Bavan, * 1942, Sängerin, Schauspielerin
- Heidi Bayer, * 1987, Trompeterin
- Jasmin Bayer, * 1960, Sängerin
- Germaine Bazzle, * 1932, Sängerin
- Pieternella „Pia“ Beck (1925–2009), Pianistin und Sängerin
- Irene Becker, * 1951, Pianistin
- Fauzia Maria Beg, * 1965, Sängerin
- Nora Benamara, * 1992, Sängerin
- Dee Bell, * 1950, Sängerin
- Iris Bell, 1934–2008, Pianistin, Sängerin
- Dee Dee Bellson, 1960–2009, Sängerin
- Nesrine Belmokh, * 1982, Cellistin, Sängerin
- Ewa Bem, * 1951, Sängerin (auch Pop)
- Lakecia Benjamin, * 1982, Saxophonistin (auch Funk)
- Sathima Bea Benjamin, 1936–2013, Sängerin, Komponistin
- Betty Bennett, 1921–2020, Sängerin
- Chris Bennett (* 1948), Sängerin, Songwriterin
- Ivy Benson, 1913–1993, Multiinstrumentalistin, Bandleaderin
- Alison Bentley, 1957–2023, Sängerin
- Cheryl Bentyne, * 1954, Sängerin
- Brigitte Beraha, * 1977, Sängerin
- Kristin Berardi, * 1981, Sängerin
- Cathy Berberian, 1928–1983, Sängerin, Komponistin
- Elsa Bergman, * ≈1990, Bassistin
- Marie Bergman, * 1950, Sängerin
- Judith Berkson, * 1977, Sängerin, Keyboarderin, Pianistin, Komponistin
- Esther Berlansky, * 1982, Sängerin, Komponistin
- Sasha Berliner, * 1998, Vibraphonistin
- Sarah Bernstein, * ≈1985, Geigerin
- Camille Bertault, * 1986, Sängerin
- Martina Berther, * 1984, E-Bassistin
- Airelle Besson, * 1978, Trompeterin
- Susanne Betancor, * 1964, Komponistin, Textdichterin, Sängerin
- Eve Beuvens, * 1978, Pianistin
- Pernille Bévort, * 1966, Saxophonistin, Flötistin
- Geraldine Bey, * 1935, Sängerin, Konzertorganisatorin
- Salome Bey, 1933–2020, Sängerin, Schauspielerin, Komponistin
- Laila Biali, * 1980, Sängerin, Pianistin, Komponistin
- Elsie Bianchi Brunner, 1930–2016, Pianistin, Akkordeonistin, Sängerin, Unternehmerin
- Julia Biel, * 1976, Sängerin, Pianistin, Gitarristin
- Caroline Bigge, * 1975, Schlagzeugerin
- Masha Bijlsma, * 1971, Sängerin
- Greetje Bijma, * 1956, Sängerin
- Mariel Bildsten, Posaunistin
- Claudia Ulla Binder, * 1959, Pianistin, Komponistin
- Corrie van Binsbergen, * 1957, Gitarristin, Komponistin, Bandleaderin
- Lea Bischof, 1936–2007, Sängerin
- Mariane Bitran, * 1961, Flötistin
- Iva Bittová, * 1958, Violinistin, Sängerin
- Cindy Blackman, * 1959, Schlagzeugerin
- Sallie Blair, 1934–1992, Sängerin
- Meredith Blake, 1917–1985, Sängerin
- Carla Bley, 1936–2023, Komponistin, Arrangeurin, Pianistin
- Karen Blixt, Sängerin
- Annie Bloch, * 1994, Organistin, Singer-Songwriterin
- Lena Bloch, * 1971, Saxophonistin
- Olivia Block, Pianistin, Live-Elektronikerin
- Jane Ira Bloom, * 1955, Saxophonistin
- Juliana Blumenschein, * 1992, Sängerin
- Alison Blunt, * 1971, Geigerin
- Josephine Bode, * 1982, Blockflötistin
- Isabelle Bodenseh, * 1969, Flötistin
- Hanne Boel, * 1957, Sängerin
- Jessica de Boer, * 1993, Sängerin
- Mirna Bogdanović, * 1990, Sängerin
- Silvia Bolognesi, * 1974, Kontrabassistin, Dirigentin
- Stefanie Boltz, * 1973, Sängerin
- Céline Bonacina, * 1975, Saxophonistin
- Melanie Bong, * 1968, Sängerin
- Carine Bonnefoy, * 1974, Komponistin, Arrangeurin, Pianistin
- Emmanuelle Bonnet, * 1998, Sängerin
- Bess Bonnier, 1928–2011, Pianistin
- Beryl Booker, 1922–1978, Pianistin
- Maria Booker, Sängerin
- Sandra Booker, ≈1967–2024, Sängerin
- Bea Booze, 1920–1975, Sängerin
- Christiane Bopp, * 1971, Posaunistin
- Karen Borca, * 1948, Fagottistin
- Johanna Borchert, * 1983, Pianistin, Sängerin, Komponistin
- Yamil Borges, * 1958, Musicaldarstellerin, Sängerin und Schauspielerin
- Georgina Born, * 1955, Cellistin, Bassistin, Anthropologin, Hochschullehrerin
- Kasia Bortnik, * 1976, Sängerin, Komponistin, Texterin
- Monika Borzym, * 1990, Sängerin
- Patricia Bosshard, * 1965, Geigerin und Komponistin
- Tara Bouman, * 1970, Klarinettistin
- Amina Bouroyen, * 1994, Sängerin
- Lillian Boutté, 1949–2025, Sängerin
- Patti Bown, 1931–2008, Pianistin, Komponistin, Bandleaderin
- Pauline Boeykens, * ≈1970er, Tubistin, Sousaphon-Spielerin
- Andrea Brachfeld, * 1964, Flötistin
- Joanne Brackeen, * 1938, Pianistin, Hochschullehrerin
- Polly Bradfield, Violinistin
- Carmen Bradford, * 1960, Sängerin
- Clea Bradford, 1933–2008, Sängerin
- Jaimie Branch, 1983–2022, Trompeterin
- Gail Brand, * 1971, Posaunistin
- Inge Brandenburg, 1929–1999, Sängerin
- Timna Brauer, * 1961, Sängerin
- Romy Brauteseth, * 1989, Kontrabassistin
- Patricia Brennan, * ≈1986, Vibraphonistin
- Hélène Breschand, * 1966, Harfenistin
- Carolyn Breuer, * 1969, Sopran- und Altsaxophonistin
- Pam Bricker, 1954–2005, Sängerin
- Dee Dee Bridgewater, * 1950, Sängerin
- Karen Briggs, * 1963, Geigerin
- Carol Britto, 1935–2012, Pianistin
- Ines Brodbeck, * 1981, Sängerin, Perkussionistin
- Kristina Brodersen, * 1977, Saxophonistin
- Anna Brooks, * 1974, Saxophonistin, Komponistin
- Bernice Brooks, * ≈1960, Schlagzeugerin
- Hadda Brooks, 1916–2002, Pianistin, Sängerin und Komponistin
- Bessie Brown, 1895–1955, Sängerin (auch Blues)
- Cleo Patra Brown, 1909–1995, Pianistin und Sängerin
- Deborah Brown, * ≈1952, Sängerin
- Jewel Brown, 1937–2024, Sängerin
- Ruth Brown, 1928–2006, Sängerin (Rhythm-and-Blues)
- YolanDa Brown, * 1982, Saxophonistin, Sängerin, Komponistin
- Barbara Bruckmüller, * 1975, Pianistin, Bigbandleaderin, Komponistin
- Uschi Brüning, * 1947, Sängerin
- Claire de Brunner * ≈1960, Fagottistin
- Julia Brüssel, * 1993, Geigerin, Sängerin
- Joy Bryan, Sängerin
- Betty Bryant, * 1929, Sängerin, Pianistin
- Clora Bryant, 1927–2019, Trompeterin, Komponistin
- Joyce Bryant, 1928–2022, Sängerin
- Marie Bryant, 1919–1978, Sängerin, Tänzerin des Swing und karibischer Songs, Schauspielerin
- Beryl Bryden, 1920–1998, Sängerin und Waschbrettspielerin (Skiffle-Jazz)
- Jeanie Bryson, * 1958, Sängerin
- Barbara Buchholz, 1959–2012, Bassistin, Theremin-Spielerin
- Eva Buchmann, * 1982, Sängerin, Komponistin
- Sarah Buchner, * 1996, Sängerin, Komponistin
- Sarah Buechi, * 1981, Sängerin
- Regina Büchner, * 1962, Saxophonistin
- Michèle Buirette, * 1949, Akkordeonistin
- Christina von Bülow, * 1962, Saxophonistin, Flötistin
- Jane Bunnett, * 1955, Flötistin, Saxophonistin
- Bex Burch, * 1984, Xylophonistin, Perkussionistin
- Marja Burchard, * 1985, Multiinstrumentalistin
- Tammy Burdett * 1940, Bassistin, Sängerin, Songwriterin
- Barbara Bürkle, * 1979, Sängerin
- Johanna Burnheart, Geigerin, Sängerin
- Fiona Burnett, * 1971, Sopransaxophonistin
- Vi Burnside, 1915–1964, Tenorsaxophonistin
- Bettina Russmann, * 1968, Saxophonistin, Flötistin
- Shlomit Butbul, * 1965, Sängerin, Schauspielerin
- LaVerne Butler, * 1962, Sängerin
- Anna Butterss, * ≈1991, Bassistin
- Alina Bzhezhinska, * ≈1979, Harfenistin

### C
- Lucia Cadotsch, * 1984, Sängerin
- Jackie Cain, 1928–2014, Sängerin
- Dušica Cajlan, * 1969, Pianistin
- Blanche Calloway, 1904–1978, Sängerin, Bandleaderin und Komponistin
- Chris Calloway, 1945–2008, Sängerin
- Adriana Camacho Torres, Bassistin
- Romy Camerun, * 1964, Sängerin, Pianistin
- Ruth Cameron, 1947–2021, Sängerin, Produzentin
- Julie Campiche, * 1983, Harfenistin
- Carme Canela, * 1962, Sängerin
- Alba Careta, 1995, Trompeterin, Sängerin
- Dorothy Carless, 1916–2012, Sängerin, Pianistin, Schauspielerin
- Una Mae Carlisle, 1915–1956, Sängerin, Pianistin, Songwriterin
- Chelsea Carmichael, * ≈1992, Saxophonistin
- Jean Carn, * 1947, Sängerin
- Donna Caroll, 1938–2020, Sängerin, Schauspielerin
- Élise Caron, * 1960, Sängerin, Schauspielerin
- Lady Will Carr, 1922–zw. 1961 u. 1971, Pianistin
- Terri Lyne Carrington, * 1965, Schlagzeugerin, Produzentin
- Barbara Carroll, 1925–2017, Pianistin
- Jeanne Carroll, 1931–2011, Sängerin
- Liane Carroll, * 1964, Sängerin und Pianistin
- Betty Carter, 1929–1998, Sängerin
- Deborah Carter, * 1959, Sängerin
- Regina Carter, * 1966, Violinistin
- Deirdre Cartwright, * 1956, Gitarristin
- Barbara Casini, * 1954, Sängerin, Gitarristin
- Sara Cassey, 1929–1966, Komponistin
- Eva Cassidy, 1963–1996, Sängerin (Pop-Jazz)
- Sharel Cassity, * 1978, Saxophonistin
- Angélica Castelló, * 1972, Blockflötistin, Elektronikerin
- Sara Caswell, * 1978, Geigerin
- Cinzia Catania, * 1988, Sängerin, Komponistin
- Élisabeth Caumont, * 1957, Sängerin
- Gabrielle Cavassa, * 1994, Sängerin
- Joy Cayler; 1923–2014, Trompeterin, Bigband-Leiterin
- Georgia Cecile, Sängerin
- Sarah Chaksad, * 1983, Saxophonistin, Komponistin, Bigband-Leiterin
- Mélusine Chappuis, * ≈1994, Pianistin, Komponistin
- Corinne Chatel * ≈1973, Sängerin, Therapeutin
- Lana Cencic, Sängerin
- Céu, * 1980, Singer-Songwriterin
- Layale Chaker, * 1990, Geigerin, Komponistin
- Melanie Charles, * 1988, Sängerin und Flötistin
- Sarah Elizabeth Charles, * 1989, Sängerin, Songwriterin
- Rondi Charleston, * ≈1961, Sängerin, Songwriterin
- Jeannie Cheatham, * 1937, Pianistin, Sängerin und Arrangeurin
- Audrey Chen, * 1976, Cellistin, Vokalistin und Elektronikerin
- Tania Chen, * ≈1974, Pianistin
- Moki Cherry, 1943–2009, Tanpuraspielerin, Sängerin, bildende Künstlerin
- Stella Chiweshe, 1946–2023, Mbira-Spielerin, Sängerin und Heilerin
- Ellen Christi, * 1958, Sängerin
- June Christy, 1925–1990, Sängerin
- Savannah Churchill, 1920–1974, R&B und Jazz-Sängerin
- Sarah Jane Cion, Pianistin
- Soesja Citroen, * 1948, Sängerin und Komponistin
- Chiara Civello, * 1975, Sängerin, Pianistin und Songwriterin
- Cristin Claas, * 1977, Sängerin, Songwriterin
- Fay Claassen, * 1969, Sängerin
- Nabou Claerhout, * 1993, Posaunistin
- Kim Clarke, * 1954, Kontrabassistin
- Jay Clayton, * 1941, Sängerin
- Mary Cleere Haran 1952–2011, Sängerin
- Dawn Clement, * 1978, Pianistin, Vokalistin
- Céline Clénin, * 1973, Saxophonistin
- Rosemary Clooney, 1928–2002, Sängerin
- Trish Clowes, * 1984, Saxophonistin
- Joyce Cobb, * 1945, Sängerin, auch Pianistin und Gitarristin
- Laura Cocks, * ≈1988, Flötistin
- Anat Cohen, * 1975, Klarinettistin, Saxophonistin
- Rachael Cohen, Saxophonistin
- Alexis Cole, * 1976, Sängerin
- Gracie Cole, 1924–2006, Trompeterin
- Holly Cole, * 1963, Sängerin
- Gloria Coleman, 1931–2010, Organistin und Sängerin
- Melissa Coleman, * 1968, Cellistin
- Iqua Coleson, * 1953, Sängerin
- Vanessa Collier, * 1991, Saxophonistin, Sängerin
- Joyce Collins, 1930–2010, Pianistin, Sängerin
- Alice Coltrane, 1937–2007, Pianistin, Organistin, Harfenistin, Sängerin
- Roberta Como ≈1922–2006, Musikerin, Arrangeurin
- Abbie Conant, (* 1955), Posaunistin, Musiktheater-Performancekünstlerin
- Chris Connor, 1927–2009, Sängerin
- Leena Conquest, Sängerin
- Carla Cook, * 1962 ?, Sängerin
- India Cooke, * 196?, Geigerin
- Lindsay Cooper, 1951–2013, Fagottistin, Saxophonistin, Komponistin
- Sheila Cooper, 1960–2021, Sängerin, Saxophonistin
- Mascha Corman, * 1988, Sängerin
- Christine Correa, * 1955, Sängerin
- Christine Corvisier, * 1982, Saxophonistin
- Jayne Cortez, 1936–2012, Dichterin, Vokalimprovisatorin
- Roxy Coss, * um 1985, Holzbläserin
- Sylvie Courvoisier, * 1968, Pianistin, Komponistin
- Gertrude Baby Cox, 1907–1966, Sängerin, Schauspielerin
- Ida Cox, 1896–1967, Sängerin, Schauspielerin
- Pam Crain um 1939–2013, Sängerin
- Bixie Crawford, 1921–1988, Sängerin
- Margery Creath Singleton, 1899–1982, Pianistin
- Marilyn Crispell, * 1947, Pianistin
- Rosalind Cron, 1925–2021, Saxophonistin
- Josefine Cronholm, * 1971, Sängerin
- Connie Crothers, 1941–2016, Pianistin, Komponistin
- Sylvia Cuenca, * ≈1968, Schlagzeugerin
- Eliane Cueni, * 1963, Pianistin
- Carmen Cuesta, * ≈1955, Sängerin, Songwriterin und Schauspielerin
- Tulivu-Donna Cumberbatch, 1950–2022, Sängerin
- Corin Curschellas, * 1956, Sängerin, Schauspielerin
- Anne Czichowsky, * 1981, Sängerin

### D
- Ulla van Daelen, * 1962, Harfenistin, Komponistin
- Erika Dagnino, Rezitatorin, Sängerin, Autorin
- Christina Dahl, * 1965, Saxophonistin
- Laka Daisical, * 1953, Pianistin, Sängerin
- Lesli Dalaba, Trompeterin
- Othella Dallas, 1925–2000, Sängerin und Tänzerin
- Laila Dalseth, * 1940, Sängerin
- Claire Daly, 1958–2024, Saxophonistin
- Meredith D’Ambrosio, * 1941, Sängerin, Lyrikerin
- Dorothy Dandridge, 1922–1965, Sängerin, Schauspielerin
- Marie Daniels, * 1986, Sängerin
- Maxine Daniels, 1930–2003, Sängerin
- Jacqui Dankworth, * 1963, Sängerin
- Corinna Danzer, * 1962, Saxophonistin
- Dardanelle, 1917–1997, Sängerin, Pianistin, Vibraphonistin
- Alice Darr, 1930–2024, Sängerin, Pianistin
- Christie Dashiell, * 1988, Sängerin
- Magalí Datzira, * 1997, Bassistin, Sängerin
- Jami Dauber, * ≈1970, Trompeterin
- Clara Däubler, * um 1988, Bassistin
- Sarah Davachi, * 1987, Organistin, Keyboarderin, Komponistin
- Angharad Davies, * um 1972, Geigerin
- Josephine Davies, * um 1980, Saxophonistin
- Beryl Davis, 1924–2011, Sängerin
- Ernestine „Tiny“ Davis 1907–1994, Trompeterin, Sängerin
- Kay Davis, 1920–2012, Sängerin
- Kris Davis, * 1980, Pianistin, Komponistin
- Sheena Davis, * 1968, Sängerin
- Angel Bat Dawid, * 1980, Klarinettistin, Sängerin, Multiinstrumentalistin
- Dolly Dawn, 1916–2002, Sängerin
- Devorah Day, * 1944, Sängerin
- Irene Daye, 1918–1971, Sängerin
- Blossom Dearie, 1926–2009, Sängerin
- Delphine Deau, * 1991, Pianistin
- Hanne De Backer, * 1986, Baritonsaxophonistin, Bassklarinettistin
- Marlies Debacker, * 1992, Pianistin
- Sara Decker, * 1985, Sängerin
- Steffi Deckers, * 1976, Trompeterin
- Anna Sofia Defant, * 1991, Pianistin, auch Sängerin, Ärztin
- Danielle DeGruttola, * 1968, Cellistin
- Maya Delilah, * 2000, Sängerin, Gitarristin
- Elaine Delmar, * 1939, Sängerin
- Lea DeLaria, * 1958, Sängerin, Komikerin, Schauspielerin
- Catherine Delaunay, * 1969, Klarinettistin
- Berlinde Deman, * 1982, Tubistin, Serpentistin
- Gloria DeNard, 1926–2020, Sängerin, Musikpädagogin
- Amy Denio, * 1961, Altsaxophonistin, Gitarristin, E-Bassistin, Akkordeonistin und Sängerin
- Barbara Dennerlein, * 1964, Organistin, Pianistin, Komponistin, Bandleaderin
- Antonia Dering, * 1989, Sängerin, Kontrabassistin
- Dena DeRose, * 1966, Sängerin und Pianistin
- Lorraine Desmarais, * 1956, Pianistin, Komponistin und Hochschullehrerin
- Trudy Desmond, † 1999, Sängerin
- Hermine Deurloo, * 1966, Mundharmonikaspielerin, Saxophonistin
- Terry Devon, 1922–2013, Sängerin
- Maria Pia de Vito, * 1960, Sängerin
- Clara de Vries, 1915–1942, Trompeterin
- Mohini Dey, * 1996, Bassgitarristin
- Lisbeth Diers, * 1969, Perkussionistin
- Brigitte Dietrich, * 1965, Pianistin, Komponistin
- Marike van Dijk. * 1982, Saxophonistin, Komponistin
- Lisa Dillan, * 1969, Sängerin
- Boriana Dimitrova, * ≈1977, Saxophonistin, Komponistin
- Brandi Disterheft, * 1980, Bassistin, Sängerin
- Akua Dixon (Turre), * 1948, Cellistin, Sängerin, Komponistin
- Fostina Dixon * 1956, Saxophonistin, Sängerin, Komponistin
- Gayle Dixon, 1947–2008, Geigerin
- Lucille Dixon, 1923–2004, Bassistin, Bandleaderin
- Senem Diyici, * 1953, Sängerin
- Regine Dobberschütz, * 1956, Sängerin, Gastronomin
- Gail Dobson, * ≈1950, Sängerin
- Dottie Dodgion, 1929–2021, Schlagzeugerin, Sängerin
- Marge Dodson, * um 1935, Sängerin
- Claudia Döffinger, * 1989, Pianistin
- Sophia Domancich, * 1957, Pianistin
- Angi Domdey, * 1950, Sängerin, Gitarristin, auch Liedermacherin („Schneewittchen“)
- Monica Dominique, * 1940, Pianistin, Sängerin, Komponistin, Schauspielerin
- Dalia Donadio, * 1987, Sängerin, Komponistin
- Barbara Donald, 1942–2013, Trompeterin
- Cettina Donato, * 1976, Pianistin, Komponistin, Dirigentin
- Dorothy Donegan, 1924–1998, Pianistin
- Denise Donatelli, * 1950, Sängerin
- Ineke van Doorn, * ca. 1961, Sängerin
- Brigeen Doran, * 1954, Jazzsaxophonistin, Hochschullehrerin, Leiterin der Female Band-Workshops der Hochschule Luzern
- Betty Dorsey, 1945–2020, Pop- und Jazzsängerin
- Charlotte Dos Santos, * 1990, Sängerin
- Lisa Dowling, * ≈1984, Bassistin, Multiinstrumentalistin
- Douyé, * 1969, Sängerin, Songwriterin
- Elizabeth Doyle, Pianistin, Sängerin, Musical-Komponistin
- Kamila Drabek, * 1995, Bassistin
- Kaja Draksler, * 1987, Pianistin
- Diamanda La Berge Dramm, * 1991, Geigerin, Sängerin, Songwriterin
- Barbara Dreiwitz, * ≈1940, Tubistin
- Doris Drew, * ≈1925, Sängerin
- Mary Anne Driscoll, * 1950, Pianistin
- Silvia Droste, * 1960, Sängerin, Fernsehmoderatorin
- Anne Drumond, Flötistin
- Philippine Duchateau, * 1973, Pianistin
- Anne Ducros, * 1959, Sängerin
- Joanna Duda, * 1983, Pianistin, Keyboarderin, Komponistin
- Urszula Dudziak, * 1943, Sängerin, Perkussionistin, Komponistin
- Isabelle Duthoit, * 1970, Klarinettistin, Sängerin
- Shayna Dulberger, * 1983, Bassistin
- Candy Dulfer, * 1969, Altsaxophonistin
- Fionna Duncan, 1939–2022, Sängerin
- Elina Duni, * 1981, Sängerin
- Maya Dunietz, * 1981, Pianistin, Sängerin, Akkordeonistin
- Françoise Dupety, Saxophonistin, Gitarristin
- Ann Dupont, 1915–1998, Klarinettistin, Bandleaderin
- Hélène Duret,  Klarinettistin
- Mia Dyberg, * 1986, Saxophonistin
- Melanie Dyer, * ≈1960, Bratschistin

### E
- Dominique Eade, * 1958, Sängerin, Komponistin, Professorin oder Dozentin für Gesang & Gesangsensemble
- Silke Eberhard, * 1972, Saxophonistin, Bassklarinettistin
- Marte Eberson, * 1987, Keyboarderin
- Yelena Eckemoff, * ≈1962, Pianistin
- Rachel Eckroth, * 1976, Sängerin, Keyboarderin
- Sinne Eeg, * 1977, Sängerin
- Izabella Effenberg, * 1977, Vibraphonistin
- Anne Efternøler, * 1984, Trompeterin
- Julia Ehninger, * 1987, Sängerin
- Anette von Eichel, * 1971, Sängerin, Hochschullehrerin
- Elise Einarsdotter, * 1955, Pianistin, Komponistin
- Wendy Eisenberg, * 1991, Gitarristin, Sängerin
- Miriam Elhajli, * ≈1997, Sängerin, Gitarristin, Komponistin
- Eliane Elias, * 1960, Pianistin
- Marty Elkins, * ≈1960, Sängerin
- Marie Ellington, 1922–2012, Sängerin
- Ellinoa, * 1988, Sängerin, Komponistin, Orchesterleiterin
- Joy Ellis, * ≈1990, Pianistin, Sängerin
- Monica Ellis, * ≈1975, Fagottistin
- Camille Émaille, * 1993, Perkussionistin
- Signe Emmeluth, * 1992, Saxophonistin
- Teodora Enache, * 1967, Sängerin
- Sidsel Endresen, * 1952, Sängerin
- Viola Engelbrecht, * 1959, Posaunistin, Sängerin, Chorleiterin
- Helen Englert, 1922–2017, Sängerin
- Enji, * 1991, Sängerin
- Ethel Ennis, 1932–2019, Sängerin
- Hendrika Entzian, * 1984, Kontrabassistin, Komponistin
- Ann-yi Eötvös, Sängerin
- Sabine Ercklentz, * 1967, Trompeterin
- Shuteen Erdenebaatar, * 1998, Pianistin
- Julieta Eugenio, * 1990, Saxophonistin
- Jenny Evans, * 1954, Sängerin, Schauspielerin
- Kellylee Evans, * 1975, Sängerin und Songwriterin
- Sue Evans, * 1951, Perkussionistin
- Connie Evingson, * 1962, Sängerin
- Sandy Ewen, * 1985, Gitarristin

### F
- Maya Fadeeva, * 1987, Sängerin
- Julie Fahrer, * 1986, Sängerin
- Dalia Faitelson, * 1966, Sängerin, Gitarristin
- Viola Falb, * 1980, Saxophonistin
- Kali Z. Fasteau, 1947–2020, Multiinstrumentalistin, Komponistin
- Laïka Fatien, * 1968, Sängerin, Schauspielerin
- Maria de Fátima, * 1961, Sängerin, Songwriterin, Dozentin
- Maria Faust, * 1979, Saxophonistin, Bandleaderin
- Lorraine Feather, * 1948, Sängerin, Songwriterin
- Özay Fecht, * 1953, Sängerin
- Tanja Feichtmair, * 1972, Saxophonistin, Bassklarinettistin
- Eva Fernández * 1994, Saxophonistin, Sängerin
- Judith Ferstl, * 1989, Bassistin
- Mary Fettig, * 1953, Saxophonistin, Flötistin
- Amina Figarova, * 1966, Komponistin, Pianistin
- Evi Filippou, * 1993, Vibraphonistin, Perkussionistin
- Dominique Fils-Aimé, * 1984, Singer-Songwriterin
- Jean Fineberg, * 1946, Saxophonistin, Flötistin, Schlagzeugerin, Komponistin
- Ella Fitzgerald, 1918–1996, Sängerin
- Roberta Flack, 1937–2025, Sängerin
- Britta-Ann Flechsenhar, * 1968, Sängerin
- Fleurine, * 1969, Sängerin
- Birgitta Flick, * 1985, Saxophonistin, Komponistin
- Elisabeth Flunger, * 1960, Schlagwerkerin, Komponistin
- Eileen Folson, 1956–2007, Cellistin
- Helen Forrest, 1917–1999, Sängerin
- Marta Forsberg, * 1989, Geigerin, Elektronikerin, Komponistin
- Anat Fort, * 1970, Pianistin, Komponistin
- Noa Fort, * ≈1990, Pianistin, Sängerin
- Florence Fourcade, * 1961, Geigerin
- Mimi Fox, * 1956, Gitarristin
- Shirley Bunnie Foy, 1936–2016, Sängerin
- Rimona Francis, * ≈1945, Sängerin, Pianistin
- Claudine François, * 1948, Pianistin
- Aretha Franklin, 1942–2018, Sängerin und Pianistin
- Rebecca Coupe Franks, * 1961, Trompeterin
- Rosie Frater-Taylor, * ≈2000, Singer-Songwriterin, Gitarristin
- Carol Fredette, 1945–2021, Sängerin
- Lori Freedman, * 1958, Klarinettistin, Komponistin
- Sharon Freeman, Hornistin
- Nnenna Freelon, * 1954, Sängerin
- Joy Frempong, * 1978, Sängerin, Songwriterin
- Lea W. Frey, * ≈1985, Sängerin, Songwriterin
- Lilli Friedemann, 1906–1991, Geigerin und Improvisationspädagogin
- Renata Friederich, * 1958, Sängerin
- Margot Friedländer, 1917–1998, Sängerin
- Gabriela Friedli, * 1963, Pianistin, Komponistin
- Lea Maria Fries, * 1989, Sängerin, Songwriterin
- Pamela Fries, Sängerin
- Live Foyn Friis, * 1985, Sängerin, Songwriterin
- Laurie Frink, 1951–2013, Trompeterin
- Susan Frykberg, * 1954, Sängerin, Komponistin
- Christina Fuchs, * 1963, Saxofonistin, Bandleaderin
- Kristina Fuchs * 1970, Sängerin
- Limpe Fuchs, * 1941, Perkussionistin, Komponistin
- Satoko Fujii, * 1958, Pianistin
- Yūko Fujiyama, * ≈1955, Pianistin
- Michika Fukumori, * 1969, Pianistin
- Tia Fuller, * 1976, Saxophonistin, Arrangeurin
- Champian Fulton, * 1985, Sängerin, Pianistin
- Andrea Fultz, * 1974, Sängerin
- Lucía Fumero, * 1991, Pianistin, Sängerin
- Laura Furci, Pianistin
- Laura Fygi, * 1955, Sängerin

### G
- Anna Gadt, * ≈1982, Sängerin
- Ali Gaggl, * 1959, Sängerin
- Diamanda Galás, * 1955, Sängerin
- Inma Galiot, * ≈1980, Kontrabassistin, Komponistin
- Jessica Gall, * 1980, Sängerin
- Roberta Gambarini, * 1964, Sängerin
- Pauline Ganty, * 1986, Sängerin
- Nubya Garcia, * 1991, Saxophonistin
- Alicia Gardener-Trejo, * ≈1985,  Saxophonistin, Bassklarinettistin
- Amanda Gardier * ≈1990, Saxophonistin, Klarinettistin
- Paula Gardiner, * ≈1963, Bassistin, Flötistin, Gitarristin, Komponistin
- Melody Gardot, * 1985, Sängerin, Gitarristin
- Vivien Garry, ≈1920–2008, Sängerin, Bassistin
- Susanna Gartmayer, * 1975, Saxophonistin, Bassklarinettistin
- Sara Gazarek, * 1982, Sängerin
- Martina Gebhardt, * ≈1965, Sängerin
- Viktorija Gečytė, * 1985, Sängerin
- Lorraine Geller, 1928–1958, Pianistin
- Laia Genc, * 1978, Pianistin
- Virginia Genta, * 1984, Saxophonistin
- Kate Gentile, * ≈1990, Schlagzeugerin, Perkussionistin, Vibraphonistin
- Camilla George, * 1988, Saxophonistin
- Jane Getz, * 1948, Pianistin
- Tiziana Ghiglioni, * 1956, Sängerin
- Tania Giannouli, * 1977, Pianistin, Komponistin
- Banu Gibson, * 1947, Sängerin, Banjospielerin
- Margie Gibson, 1917–nach 1942, Arrangeurin und Songwriterin
- Peggy Gilbert, 1905–2007, Saxophonistin, Vibraphonistin, Pianistin, Orchesterleiterin
- Cornelia Giese, 1959–2000, Sängerin, Komponistin
- Annette Giesriegl, * 1966, Sängerin
- Zoë Gilby, Sängerin
- Anne Gillot, * 1972, Flötistin und Klarinettistin
- Anne Marie Giørtz, * 1958, Sängerin
- Adele Girard, 1913–1993, Harfenistin, Bigbandleiterin
- Rachael Gladwin, * ≈1985, Harfenistin
- Betty Glamann, 1923–1990, Harfenistin
- Karolina Glazer, * 1982, Sängerin
- Marla Glen, * 1960, Sängerin
- Beverly Glenn-Copeland, * 1944, Singer-Songwriterin, Keyboarderin
- Nicole Glover, * 1991, Saxophonistin
- Kinga Głyk, * 1997, Bassistin
- Alenka Godec, * 1964, Sängerin
- Adaya Godlevsky, * 1974, Harfenistin
- Filippa Gojo, * 1988, Sängerin
- Judith Goldbach, * 1981, Bassistin, Komponistin
- Ruth Goller, * ≈1981, Bassistin
- Gabrielle Goodman, * 1964, Sängerin
- Fannie May Goosby, 1902–nach 1934, Sängerin, Pianistin
- Silke Gonska, * 1963, Sängerin
- Sally Gooding, 1916–1952, Sängerin
- Meike Goosmann, * 1966, Saxophonistin, Klarinettistin, Bandleaderin
- Honi Gordon, Sängerin
- Kim Gordon, * 1953, Bassgitarristin
- Annie Gosfield, * 1960, Komponistin
- Yoshiko Gotō, * 1933, Sängerin
- Ayelet Rose Gottlieb, * 1979, Sängerin
- Gunda Gottschalk, * 1969, Violinistin, Bratschistin, Komponistin
- Marie Goyette, * 1959, Pianistin, Thereminspielerin, Akkordeonistin, Performancekünstlerin
- Jocelyn Gould, * ≈1995, Gitarristin
- Rachel Gould, * 1953, Sängerin, Komponistin, Hochschullehrerin
- Akiko Grace, * 1973, Pianistin
- Teddy Grace, 1905–1992, Sängerin
- Thelma Gracen, 1922–1994, Sängerin
- Béatrice Graf, * 1964, Schlagzeugerin, Keyboarderin
- Joanne Grauer, * 1939, Pianistin
- Anita Gravine, * 1946, Sängerin
- Lil Green, 1919–1954, Sängerin
- Kellie Greene, 1934–2009, Pianistin
- Viviane Greene, 1918–1994, Pianistin, Sängerin
- Lil Greenwood, 1924–2011, Sängerin
- Natalie Greffel, * ≈1990, Sängerin, Bassistin
- Hanka Gregušová, * 1980, Sängerin
- Lene Grenager, * 1969, Cellistin, Komponistin
- Charlotte Greve, * 1988, Saxophonistin
- Carola Grey, * 1968, Schlagzeugerin, Komponistin
- Carolyn Grey, * 1922, Sängerin
- Janet Grice, 1955–2020,  Fagottistin
- Sonja Griefahn, * 1960, Saxophonistin, Klangtherapeutin
- Della Griffin, 1922–2022, Sängerin, Schlagzeugerin
- Stephanie Griffin, Bratscherin
- Graciela Grillo Pérez, 1915–2010, Sängerin, Perkussionistin
- Alexandra Grimal * 1980, Saxophonistin, Komponistin
- Kitty Grime, 1930–2007, Sängerin, Journalistin
- Carol Grimes, * 1944, Sängerin
- Fiona Grond, * ≈1992, Sängerin
- Mathilde Grooss Viddal, * 1969, Saxophonistin, Bassklarinettistin
- Muriel Grossmann, * 1971, Saxophonistin
- Cecilie Grundt, * 1991, Saxophonistin
- Ganna Gryniva, * 1989, Sängerin, Pianistin
- Maria Gstättner, * 1977, Fagottistin
- Joy Guidry, * 1995, Fagottistin, Komponistin
- Jolanta Gulbe-Paškeviča, * 1971, Sängerin
- Yuko Gulda, * 1945, Pianistin, Komponistin
- Sunna Gunnlaugs, * 1970, Pianistin
- Margo Guryan, 1937–2021, Komponistin, Texterin, Sängerin
- Caity Gyorgy, * 1998, Sängerin

### H
- Ulrike Haage * 1957, Pianistin, Klangkünstlerin, Komponistin und Hörspielautorin
- Iro Haarla, * 1956, Pianistin, Harfenistin, Keyboarderin und Komponistin
- Benita Haastrup, * 1964, Perkussionistin
- Kerstin Haberecht, * 1988, Saxophonistin
- Clara Haberkamp, * 1989, Pianistin, Sängerin
- Ilona Haberkamp, * 1957, Saxophonistin
- Petra Haden, * 1971, Geigerin, Sängerin
- Dorothée Hahne, * 1966, Trompeterin, Komponistin
- Klára Hajdu, * 1982, Sängerin
- Corky Hale, * 1936, Harfenistin, Pianistin, Sängerin
- Adelaide Hall, 1901–1993, Sängerin
- Tammy Lynne Hall, * ≈1960, Pianistin, Organistin
- Sylvia Hallett, * 1953, Vokalistin, Geigerin, Harfenistin, Elektronikerin
- Tamar Halperin, * 1976, Cembalistin, Pianistin
- Tuva Halse, * 1999, Geigerin
- Mary Halvorson, * 1980, Gitarristin
- Asita Hamidi, 1961–2012, Harfenistin
- Cordula Hamacher, * 198?, Saxophonistin
- Karin Hammar, * 1974, Posaunistin
- Mimmi Hammar,* 1968, Posaunistin
- Paula Hampton, * 1938, Schlagzeugerin, Sängerin
- Connie Han, * 1996, Pianistin
- Tori Handsley, * 1993, Harfenistin, Pianistin
- Katherine Handy, 1902–1982, Sängerin, Pianistin
- Sabina Hank, * 1976, Pianistin
- Annette Hanshaw, 1901–1985, Sängerin
- Veronika Harcsa, * 1982, Sängerin
- Elisabeth Harnik, * 1970, Pianistin, Sängerin
- Toni Harper, 1937–2023, Sängerin
- Janice Harrington, * 1942, Sängerin
- Leigh Harris, ≈1954–2019, Sängerin
- Savannah Harris, * ≈1994, Schlagzeugerin
- Nancy Harrow, * 1930, Sängerin
- Ruth Berman Harris, 1916–2013, Harfenistin, Komponistin
- Jo Harrop, * ≈1980, Sängerin
- Marie-Theres Härtel, * 1983, Bratschistin, Sängerin
- Gabi Hartmann, * 1991, Sängerin, Gitarristin, Songwriterin
- Anne Hartkamp, * 1964, Sängerin
- Jane Harvey, 1925–2013, Sängerin
- Atsuko Hashimoto, Organistin
- Ichiko Hashimoto, * 1952, Pianistin, Sängerin
- Gabriele Hasler, * 1957, Sängerin, Komponistin, Textdichterin, Hochschullehrerin
- Sophie Hassfurther, * 1979, Saxophonistin, Flötistin, Klarinettistin, Komponistin
- Liv Andrea Hauge, * 1995, Pianistin, Komponistin
- Milli Häuser, * ≈1975, Sängerin, Textdichterin
- Antonia Hausmann, * 1990, Posaunistin
- Natalie Hausmann, * 1978, Saxophonistin, Komponistin
- Muriel Havenstein, 1923–2009, Pianistin
- Sachi Hayasaka, * 1960, Saxophonistin
- Marion Hayden, * 1952, Bassistin
- Lili Haydn, * 1969, Geigerin
- Miho Hazama, * 1986, Pianistin, Komponistin, Bigband-Leiterin
- Sonya Hedenbratt, 1931–2001, Sängerin, Schauspielerin
- Heidi Heidelberg, Sängerin, Gitarristin
- Anne-Christine Heinrich * 1985, Flötistin
- Sylvaine Hélary * ≈1985, Flötistin
- Anke Helfrich, * 1966, Pianistin
- Agnes Heginger, * 1973, Sängerin, Komponistin
- Mauretta Heinzelmann, * 1965, Geigerin, Posaunistin, Komponistin, Journalistin
- Daphne Hellman, 1915–2002, Harfenistin
- Alden Hellmuth, * ≈1995, Altsaxophonistin, Komponistin
- Ellen Helmus, 1957–2011, Flötistin, Keyboarderin
- Sandra Hempel, * 1972, Gitarristin
- Caroline Henderson, * 1962, Sängerin (auch Pop), Schauspielerin
- Lauren Henderson, * 1986, Sängerin
- Michele Hendricks, * 1953, Sängerin, Arrangeurin und Lehrerin
- Nina de Heney, * 1962,Bassistin
- Ig Henneman, * 1945, Bratschistin, Komponistin
- Ann-Marie Henning, Pianistin
- Deborah Henson-Conant, * 1953, Komponistin, Harfenistin
- Rosa Henderson, 1896–1968, Sängerin, Songwriterin
- Aurora Hentunen, * 1991, Pianistin
- Bonnie Herman, * ≈1945, Sängerin
- Andrea Hermenau, * 1981, Pianistin, Sängerin, Komponistin
- Caris Hermes, * 1991, Kontrabassistin, Komponistin
- Lilly-Ann Hertzman, * 1973, Sängerin, Songwriterin
- Romy Herzberg, * 1962, Kontrabassistin
- Monika Herzig, * 1964, Pianistin
- Gale Hess, 1955–2012, Violinistin, Komponistin
- Joane Hétu, * 1958, Saxophonistin, Sängerin, Komponistin
- Louise van den Heuvel, * 1997, Bassistin
- Donna Hightower, 1926–2013, Sängerin
- Lottie Hightower, 1891–nach 1957, Pianistin, Bandleiterin
- Maike Hilbig, * 1981, Kontrabassistin
- Sylvia Hinz, * 1968, Blockflötistin
- Shaunette Hildabrand, * ≈1963, Sängerin
- Bertha Hill, 1905–1950, Sängerin (auch Blues- und Vaudeville), Tänzerin
- Lisa Hilton, Pianistin, Komponistin, Produzentin
- Jutta Hipp, 1925–2003, Pianistin, Bandleaderin, Designerin, Karikaturistin
- Makiko Hirabayashi, * 1966, Pianistin
- Mieko Hirota, 1947–2020, Sängerin
- Shelley Hirsch, * 1952, Sängerin
- Susanne Hirt, * 1959, Perkussionistin
- Jullie Hjetland, * 1981, Sängerin, Komponistin
- Beata Hlavenková, * 1978, Pianistin, Komponistin
- Donata Höffer, * 1949, Pianistin, Violinistin, Sängerin, Schauspielerin
- Karoline Höfler, * 1962, Kontrabassistin, Bandleaderin
- Anna Högberg, * 1985, Saxophonistin, Komponistin
- Christine Hörmann, * 1959, Saxophonistin, Flötistin
- Fabienne Hoerni, * 1974, Saxophonistin
- Stefanie Hoevel, * 1964 Sängerin, Pianistin
- Jeannie Hoffman, 1930–2008, Pianistin, Sängerin
- Lisa Hofmaninger, * 1991, Saxophonistin, Bassklarinettistin
- Holly Hofmann, * 1956, Flötistin
- Shirley Anne Hofmann, * 1959, Tubistin, Posaunistin, Trompeterin, Euphonium-Spielerin
- Ruth Hohmann, * 1931, Sängerin („Ella des Ostens“)
- Robin Holcomb, * 1954, Komponistin, Songwriterin und Sängerin
- Billie Holiday, 1915–1959, Sängerin
- Nancy Holloway, 1932–2019, Sängerin
- Vanja Holm, * 1958, Schlagzeugerin
- K.J. Holmes, Tänzerin, Sängerin, Dichterin und Körperarbeit Praktizierende
- Maya Homburger, * 1953, Violinistin
- Anna Homler, * 1948, Vokalistin und Performancekünstlerin
- Sun-Mi Hong, * 1990, Schlagzeugerin
- Bertha Hope, * 1936, Pianistin
- Lisa Hoppe, * 1988, Bassistin
- Jazzmeia Horn, * 1991, Sängerin
- Sandra Horn, * 1971, Trompeterin
- Shirley Horn, 1934–2005, Sängerin, Pianistin
- Lena Horne, 1917–2010, Sängerin
- Julia Hornung, * 1990, Bassistin
- Pug Horton, * 1932, Sängerin
- Dolly Houston, 1930–1995, Sängerin
- Melva Houston, 1949–2020, Sängerin
- Rita Hovink, 1944–1979, Sängerin
- Rosetta Howard, 1914–1974, Sängerin
- Elly Hoyt, * 1987, Sängerin
- Corinne Nora Huber, * 1986, Sängerin, Multiinstrumentalistin
- Evelyn Huber, * 1970, Harfenistin
- Sonja Huber, * 1982, Vibraphonistin
- Diane Hubka, * 1957, Sängerin, Gitarristin
- Julia Hülsmann, * 1968, Pianistin
- Charlotte Hug, * 1965, Bratschistin, Zeichnerin, Performerin
- Sanne Huijbregts, * 1992, Sängerin, Vibraphonistin
- Ilse Huizinga, * 1966, Sängerin
- Kirsti Huke, * 1977, Sängerin
- Hanne Hukkelberg, * 1979, Sängerin, Komponistin, Rockmusikerin
- Helen Humes, 1913–1981, Sängerin (auch Blues)
- Bobbi Humphrey, * 1950, Flötistin, Saxophonistin, Sängerin
- Alberta Hunter, 1895–1984, Sängerin
- Lurlean Hunter, 1919–1983, Sängerin
- Lindy Huppertsberg, * 1956, Bassistin
- Ina Ray Hutton, 1916–1984, Bigband-Leaderin, Sängerin
- Agnes Hvizdalek, Sängerin
- Marjorie Hyams, 1920–2012, Vibraphonistin, Pianistin und Arrangeurin
- Susi Hyldgaard, * 1963, Sängerin, Pianistin
- Phyllis Hyman, 1949–1995, Sängerin

### I
- Susie Ibarra, * 1970, Schlagzeugerin, Komponistin
- Yıldız İbrahimova, * 1952, Sängerin
- Bertha Idaho, ≈1895–?, Sängerin
- Aili Ikonen, * 1982, Sängerin
- Charlotte Illinger, * 1994, Sängerin
- Sonja Indin, * 1980, Sängerin
- Ayn Inserto, * 1976, Arrangeurin, Komponistin, Bigband-Leiterin
- Sara Isaksson, * 1971, Sängerin
- Ludivine Issambourg, * 1983, Flötistin
- Helen Iten, * 1968, Sängerin
- Kimiko Itō, * 1946, Sängerin
- Yumi Ito * 1990, Sängerin, Komponistin, Bandleaderin
- Marina Iten, * 1998/99, Saxophonistin
- Alexandra Ivanova, * ≈1990, Pianistin
- Anne Mette Iversen, * 1972, Bassistin

### J
- Dorothea Jaburek, * 1979, Sängerin
- Marijke Jährling, * 196?, Sängerin
- Maja Jaku, * 1971, Sängerin
- Naïssam Jalal, * 1984, Flötistin
- Louise Jallu, * 1994, Bandoneon
- Anna Jalving, * 1991, Geigerin
- Elana James, * 1970, Sängerin und Violinistin
- Etta James, 1938–2012, Sängerin
- Ida James, 1920–1986,  Sängerin, Schauspielerin
- Denise Jannah (eigentlich Denise Johanna Zeefuik), * 1956, Sängerin
- Sol Jang, * 1992, Pianistin
- Mara Janković, 1926–2009, Sängerin
- Susanna Jara, * 1984, Sängerin, Geigerin
- Edmonia Jarrett 1933–2002, Sängerin
- Jane Jarvis, 1915–2010, Pianistin, Organistin, Komponistin und Arrangeurin im Bereich Jazz und Hintergrundmusik (Muzak)
- Catherine Jauniaux, * 1955, Sängerin
- Jazz Gitti (eigentlich Martha Buthbul), * 1946, Sängerin
- Arta Jēkabsone, * 1995, Sängerin
- Johanna Jellici, * 1966, Sängerin, Komponistin
- Terry Jenoure, * 1953, Geigerin, Sängerin, Musikwissenschaftlerin, Malerin
- Christine Jensen, * 1970, Saxophonistin, Komponistin
- Ingrid Jensen, * 1966, Trompeterin
- Louise Dam Eckardt Jensen, * 1980, Saxophonistin
- Song Yi Jeon, * 1984, Sängerin
- Eunhye Jeong, * 1986, Pianistin
- Sofia Jernberg, * 1983, Sängerin
- Dana Jessen, * 1983, Fagottistin
- Pucci Amanda Jhones, Sängerin
- Maria João, * 1956, Sängerin
- Nicole Johänntgen, * 1981, Saxophonistin, Komponistin
- Ella Johnson, 1922–2004, R&B-Sängerin
- Emma Johnson * ≈1995, Saxophonistin
- Margaret Johnson, 1909–1929, Pianistin und Sängerin
- Maria Jonas, 1957–2024, Sängerin
- Christine Jones, 1944–2017, Sängerin
- Dolly Jones 1902–1975, Trompeterin, Kornettistin
- Etta Jones, 1928–2001, Sängerin
- Inez Jones, 1912/13–1995, Sängerin
- Jessica Jones, * ≈1965, Saxophonistin
- Mimi Jones, * 1972, Bassistin, Sängerin
- Norah Jones, * 1979, Sängerin (Pop-Jazz, auch Country), Filmschauspielerin
- Salena Jones, * 1938, Sängerin, auch Pop
- Stella Jones, * 1971, Sängerin
- Roos Jonker, * 1980, Sängerin (auch Pop)
- Anna Maria Jopek, * 1970, Sängerin
- Angelina Jordan, * 2006, Sängerin
- Sheila Jordan, 1928–2025, Sängerin
- Samara Joy, * 1999, Sängerin
- Linda Jozefowski, * 1982, Flötistin
- Berit Jung, * ≈1980, Kontrabassistin, Stimmkünstlerin, Autorin
- Barbara Jungfer, * ≈1972, Jazzgitarristin
- Laura Jurd, * 1990, Trompeterin, Synthesizerspielerin, Komponistin
- Mette Juul, * 1975, Sängerin, Gitarristin

### K
- Sabine Kabongo, * 1966, Sängerin
- Sanah Kadoura, * 1989, Schlagzeugerin
- Merje Kägu, * ≈1994, Gitarristin
- Béatrice Kahl, * 1972, Pianistin, Keyboarderin
- Gitta Kahle, * 1963, Saxophonistin
- Elma Kais, * ≈1990, Sängerin, auch Drehleierspielerin
- Elena Kakaliagou, * 1979, Hornistin
- Asuka Kakitani, Arrangeurin, Komponistin, Bandleaderin
- Anna Regina Kalk, * 1993, Gitarristin, Komponistin
- Tanya Kalmanovitch, * 1970, Violinistin
- Sera Kalo, Sängerin
- Anna Kaluza, * 1979, Altsaxophonistin
- Nicole Kämpgen-Schuller, Saxophonistin, Sängerin
- Kristina Kanders, * 1962, Schlagzeugerin, Sängerin
- Harumi Kaneko, * 1950, Sängerin
- Maria Kannegaard, * 1970, Pianistin
- Misako Kanō, Pianistin
- Vera Kappeler, * 1974, Pianistin
- Hilde Kappes, * 1964, Vokalistin, Multiinstrumentalistin
- Irina Karamarković, * 1978, Vokalistin, Komponistin, Autorin
- Kirke Karja, * 1989, Pianistin
- Natalya Karmazin, * ≈1979, Pianistin
- Araxi Karnusian * 1969, Klarinettistin, Saxophonistin, Komponistin
- Júlia Karosi, * 1982, Sängerin
- Kimiko Kasai, * 1945, Sängerin, Designerin
- Roni Kaspi, * 2000, Schlagzeugerin
- Oona Kastner, * 1965, Sängerin, Pianistin
- Kat (Sängerin), * 1989, Sängerin
- Greetje Kauffeld, * 1939, Sängerin
- Dinah Kaye, 1924–2011, Sängerin
- Jas Kayser, * ≈1996, Schlagzeugerin
- Charlotte Keeffe, * ≈1993, Trompeterin
- Jutta Keeß, * 1987, Tubistin
- Sibylle Kefer, * 1976, Sängerin, Flötistin, Gitarristin, Musiktherapeutin
- Andrea Keller * 1973, Pianistin, Komponistin
- Anna Keller * 1991, Saxophonistin
- Géraldine Keller, * 1966, Sängerin, Flötistin, Tänzerin
- Grace Kelly, * 1992, Saxophonistin
- Juliet Kelly, * 1970, Sängerin
- Aina Kemanis, * 1952, Sängerin, Gitarristin
- Beverly Kenney, 1932–1960, Sängerin
- Stacey Kent, * 1968, Sängerin
- Trudy Kerr, * 1963, Sängerin
- Katie Kern, * 1973, Gitarristin, Sängerin
- Tammy Kernodle, * 1969, Pianistin, Sängerin, Musikwissenschaftlerin
- Eva Kess, * 1985, Sängerin, Komponistin
- Doreen Ketchens, * 1966, Klarinettistin
- Sibongile Khumalo, 1957–2021, Sängerin
- Miriam Kibakaya, 1997, Sängerin
- Lena Kidd, 1924–2003, Saxophonistin
- Carla Kihlstedt, * 1971, Violinistin (Multiinstrumentalistin), Sängerin
- Rebecca Kilgore, * 1948, Sängerin
- Jeanette Kimball, 1906–2001, Pianistin
- Amirtha Kidambi, * ≈1985, Sängerin, Organistin
- Caroline Kiesewetter, * 1974, Sängerin, Schauspielerin
- Izumi Kimura, * 1973, Pianistin
- Morgana King, 1930–2018, Sängerin
- Nancy King, 1940–2025, Sängerin
- Nora Lee King, 1901–1995, Sängerin, Songwriterin, Bassistin
- Peggy King, * 1930, Sängerin
- Rosa King, 1939–2000, Sängerin, Saxophonistin
- Cassie Kinoshi, * 1993, Saxophonistin, Komponistin
- Lauren Kinsella, * 1983, Sängerin
- Mary Colston Kirk, 1899–1990, Pianistin
- Annette Kitagawa, * 1972, Saxophonistin, Flötistin
- Kyoko Kitamura, * ≈1970, Sängerin, Komponistin
- Eartha Kitt, 1927–2008, Sängerin
- Jean Kittrell, 1927–2018, Pianistin
- Beate Kittsteiner, * 1958, Flötistin, Saxophonistin
- Julie Kjær, * ≈1985, Saxophonistin
- Inge Klaus, 1922–1980, Sängerin, Moderatorin
- Hildegard Kleeb, * 1957, Pianistin
- Alisa Klein, * ≈1990, Posaunistin
- Beatrix Klein †, Trompeterin, Bandleaderin
- Johanna Klein, * ≈1994, Saxophonistin, Sängerin
- Miriam Klein, * 1937, Sängerin
- Katinka Kleijn, * 1970, Cellistin, Komponistin
- Erica von Kleist, * 1982, Flötistin, Saxophonistin, Komponistin
- Katharina Klement, * 1963, Live-Elektronikerin, Komponistin
- Eva Klesse, * 1986, Schlagzeugerin, Komponistin
- Sandra Klinkhammer, * 1976, Sängerin, Klarinettistin
- Ulita Knaus, * 1969, Sängerin
- Mia Knop Jacobsen, * 1992, Sängerin
- Tove Karoline Knutsen, * 1951, Sängerin, Politikerin
- Mariëlle Koeman, * 1966, Sängerin
- Lia Kohl, * 1989, Cellistin, Klangkünstlerin
- Hiroko Kokubu, * 1959, Pianistin, Fernseh- und Radiomoderatorin
- Tatiana Koleva, * 1970, Schlagwerkerin
- Conny Kollet, * 1970, Sängerin
- Carla Köllner, * 1993, Posaunistin, Komponistin
- Olga Konkova, * 1969, Pianistin
- Elisabeth Kontomanou, * 1961, Sängerin
- Athina Kontou, * 1978, Bassistin
- Marieke Koopman, * ≈1988, Sängerin, Theatermacherin
- Hannah Köpf, * 1980, Sängerin
- Simone Kopmajer, * 1981, Sängerin
- Kristin Korb, * 1969, Sängerin, Bassistin
- Jana Koubková, * 1944, Sängerin
- Liz Kosack, * 1983, Keyboarderin
- Sibel Köse, * 1969, Sängerin
- Kristina Kovalyova, * ≈1995, Sängerin
- Caroline Kraabel, * 1961, Saxophonistin, Sängerin
- Irene Kral, 1932–1978, Sängerin
- Diana Krall, * 1964, Sängerin, Pianistin
- Iris Kramer, * 1960, Trompeterin, Komponistin
- Hilaria Kramer, * 1967, Trompeterin
- Maj-Britt Kramer, 1963–2023, Pianistin, Komponistin
- Viola Kramer, * 1960, Live-Elektronikerin, Komponistin, Stimme
- Gabriela Krapf, * 1973, Sängerin, Keyboarderin, Songwriterin
- Kateryna Kravchenko, * 1999, Sängerin
- Julia Kriegsmann, * 1988, Saxophonistin
- Frederika Krier, * 1982, Geigerin
- Katrina Krimsky, * 1938, Pianistin und Komponistin
- Karin Krog, * 1937, Sängerin
- Jelena Krstic, * 1981, Sängerin
- Marie Krüttli, * 1991, Pianistin
- Petra Krumphuber, * 1977, Posaunistin
- Eva Kruse, * 1978, Kontrabassistin
- Line Kruse, * ca. 1972, Geigerin, Komponistin
- Françoise Kubler, * 1958, Sängerin (Sopran)
- Iris Kübler, * 1966, Akkordeonistin
- Sabine Kühlich, * 1973, Sängerin, Dozentin
- Almut Kühne, * 1983, Sängerin
- Frauke Kühner, Saxophonistin
- Hila Kulik, * ≈1989, Pianistin
- Jelena Kuljić, * 1976, Sängerin
- Gaba Kulka, * 1979, Sängerin
- Akemi Kuniyoshi, * 1953, Pianistin
- Stefanie Kunckler, * 1979, Bassistin
- Maika Küster, * 1993, Sängerin, Pianistin
- Maria Kvist, * 1971, Pianistin, Sängerin

### L
- Joan La Barbara, * 1947, Komponistin, Sängerin, Performance-Künstlerin
- Hélène Labarrière, * 1963, Bassistin
- Diane Labrosse, * 1950, Samplerin, Akkordeonistin, Sängerin, Komponistin
- Anne La Berge, * 1955, Flötistin, Komponistin
- Lady Blackbird, * 1985, Sängerin
- Cleo Laine, 1927–2025, Sängerin, Schauspielerin
- Thanh Lam, * 1969, Sängerin
- Natalie Lamb, 1932–2016, Sängerin
- Jeanie Lambe, 1940–2020, Sängerin
- Jeannette Lambert, * 1965, Sängerin
- Swantje Lampert, * 1973, Saxophonistin
- Sarah Lancman, * 1989, Sängerin
- Sinikka Langeland, * 1961, Sängerin, Kantelespielerin
- Zuzana Lapčíková, * 1968, Sängerin, Zymbalonspielerin, Komponistin
- Saskia Laroo, * 1959, Trompeterin
- Mary LaRose, Sängerin
- Ingrid Laubrock, * 1970, Saxophonistin
- Laura, * 1996, Sängerin
- Géraldine Laurent, * 1975, Saxophonistin
- Anna-Lena Laurin, Sängerin, Keyboarderin
- Anja Lauvdal, * 1987, Keyboarderin
- Anna Lauvergnac, * ≈1966, Sängerin
- Janet Lawson, 1940–2021, Sängerin
- Sara Lazarus, * 1962, Sängerin
- Barbara Lea, 1929–2011, Sängerin
- Hazel Leach, * 1956, Komponistin, Saxophonistin, Flötistin
- Joëlle Léandre, * 1952, Kontrabassistin
- Anja Lechner, * 1961, Cellistin
- LeeAnn Ledgerwood, * 1959, Pianistin
- Chrissy Lee, * 1943, Schlagzeugerin, Basndleaderin
- Consuela Lee, 1926–2009, Pianistin, Musikpädagogin
- Dixie Lee, 1911–1952, Schauspielerin, Sängerin
- Gee Hye Lee * 1977, Pianistin
- Georgia Lee, ≈1921–2010, Sängerin
- Jeanne Lee, 1939–2000, Sängerin, Choreographin, Dozentin
- Julia Lee, 1902–1958, Pianistin, Sängerin
- Keiko Lee, * 1965, Sängerin, Pianistin
- Marjorie Lee, * ≈1920, Sängerin
- Okkyung Lee, * 1975, Cellistin
- Peggy Lee, 1920–2002, Sängerin
- Peggy Lee, * 1963, Cellistin
- Ranee Lee, * 1942, Sängerin
- Sophia Lefeber, * 1992, Sängerin, Geigerin
- Héloïse Lefebvre, * 1989, Geigerin
- Christiane Legrand, 1930–2011, Sängerin
- Zuzana Leharová, * 1982, Geigerin
- Marit van der Lei, * 1994, Sängerin
- Alexandra Lehmler, * 1979, Saxophonistin
- Sascha Ley, * 1967, Sängerin, Schauspielerin
- Carol Ann Leigh, 1933–2020, Sängerin
- Heather Leigh, * 1979, Pedal-Steel-Guitar-Spielerin, Live-Elektronikerin
- Elaine Leighton, * 1926, Schlagzeugerin
- Gina Leishman, Komponistin, Saxophonistin, Glasharfenistin
- Viktoria Leléka, * 1990, Sängerin
- Pepi Lemer, * 1944, Sängerin
- Kathrin Lemke, * 1971, Saxophonistin, Flötistin, Bassklarinettistin
- Agnes Lepp, * 1985, Sängerin
- Marilyn Lerner, * 1957, Pianistin, Komponistin
- Émilie Lesbros, * ≈1980, Sängerin
- Edith Lettner, * 1964, Saxophonistin, Komponistin, Malerin
- Yael Nachshon Levin, * 1980, Sängerin, Autorin
- Rozanne Levine, 1945–2013, Klarinettistin, Fotografin, Klangkünstlerin
- Stella Levitt, * 1930, Sängerin
- Joanna Lewis, * 1963, Geigerin, Komponistin
- Barbra Lica, * 1988, Sängerin
- Carol Liebowitz, * 1953, Pianistin, Sängerin
- Corinne Liensol, Trompeterin
- Eva Lindal, * 1958, Geigerin, Bratschistin
- Susanna Lindeborg, * 1952, Pianistin, Keyboarderin, Live-Elektronikerin, Komponistin
- Josefine Lindstrand, * 1981, Sängerin, Pianistin
- Jeannette Lindstrom, Sängerin
- Fern Lindzon, * 1957, Sängerin, Pianistin, Komponistin
- Kira Linn, * 1993, Baritonsaxophonistin, Komponistin
- Sarah Lipfert, * 1979, Sängerin
- Melba Liston, 1926–1999, Posaunistin, Komponistin, Arrangeurin
- Virginia Liston, ≈1890–1932, Sängerin, Komponistin, Texterin
- Abbey Lincoln, 1930–2010, Sängerin
- Erica Lindsay, * 1955, Saxophonistin und Komponistin
- Monika Linges, * 1952?, Sängerin, Dozentin
- Laura Littardi, 1960–2924, Sängerin
- Regina Litvinova, * 1979, Pianistin
- Elisabeth Lohninger, * 1970, Sängerin
- Sandy Lomax, Sängerin
- Sonia Loenne, * 1996, Sängerin
- Michela Lombardi, * 1973, Sängerin
- Patty Lomuscio, * 1975, Sängerin
- Natalia Rose Londoño * ≈1995, Gitarristin
- Julie London, 1926–2000, Sängerin, Schauspielerin
- Nathalie Loriers, * 1966, Pianistin
- Stephanie Lottermoser, 1983, Saxophonistin, Sängerin
- Annette Lowman, Sängerin
- Chien Chien Lu, * ≈1995, Vibraphonistin, Perkussionistin
- Francine Luce, Sängerin
- Anke Lucks, * 1974, Posaunistin
- Brooklyn Rose Ludlow, * ≈1990, Schlagzeugerin
- Annabelle Luis, * ≈1983, Cellistin
- Tamara Lukasheva, * 1988, Sängerin, Pianistin
- Anna Lund, * 1990, Schlagzeugerin
- Isabella Lundgren, * 1987, Sängerin, Songwriterin
- Anna Lundqvist, * 1977, Sängerin, Songwriterin
- Carmen Lundy, * 1954, Sängerin, Komponistin und Schauspielerin
- Cora Venus Lunny, * 1982, Geigerin, Bratschistin
- Jessica Lurie * 1967, Saxophonistin, Akkordeonistin, Sängerin, Komponistin
- Sophie Lüssi, * 1977, Geigerin, Bratschistin, Komponistin
- Lyambiko, * 1978, Sängerin
- Gloria Lynne, 1929–2013, Sängerin
- Kay Lyra, * 1971, Sängerin, Komponistin

### M
- Kim Macari, * ≈1989, Trompeterin
- Faye MacCalman Saxophonistin, Klarinettistin, Sängerin
- Laura Macdonald, * 1974, Saxophonistin
- Joanna MacGregor, * 1959, Pianistin, Dirigentin
- Vanessa Mackness, * 195?, Sängerin
- Katrine Madsen, * 1972, Sängerin
- Valentina Magaletti, * 1977, Schlagzeugerin, Vibraphonistin
- Petra Magoni, * 1972, Sängerin, Schauspielerin
- Colette Magny, 1926–1997, Sängerin, Gitarristin
- Julia Maier, * 1988, Pianistin, Sängerin, Komponistin, Orchesterleiterin
- Katja Mair, * 1968, Sängerin, Pianistin
- Elvina Makarian, 1947–2007, Sängerin, Pianistin
- Mirja Mäkelä, * 1968, Sängerin
- Siya Makuzeni, * 1982, Posaunistin, Sängerin
- Ann Malcolm, * 1964, Sängerin, Hochschullehrerin für Jazzgesang
- Malia, * 1978, Sängerin
- Clémence Manachère, * ≈1988, Flötistin, Komponistin
- Georgia Mancio, * 1972, Sängerin, Liedautorin, Bandleaderin
- Renée Manning, * 1955, Sängerin, Komponistin
- Sarah Manning, Altsaxophonistin, Komponistin, Bandleaderin
- Sharon Mansur, * ≈1996, Pianistin, Komponistin
- Perrine Mansuy, * 1971, Pianistin, Komponistin
- Karen Mantler, * 1966, Organistin, Sängerin, Komponistin
- Fabia Mantwill, * 1993, Saxophonistin, Sängerin, Komponistin, Orchesterleiterin
- Carla Marcotulli, * 1962, Sängerin
- Rita Marcotulli, * 1959, Pianistin
- Toni Marcus, * ≈1950, Geigerin, Bratscherin
- Kitty Margolis, * 1955, Sängerin
- Anna Margolina, * 1983, Sängerin
- Tânia Maria, * 1948, Sängerin, Komponistin, Pianistin
- Sherrie Maricle, * 1963, Schlagzeugerin, Komponistin, Bandleaderin
- René Marie, * 1955, Sängerin
- Svetlana Marinchenko, * 1989, Pianistin
- Maria Markesini, * ≈1973, Sängerin, Pianistin
- Maïlys Maronne, * 1991, Pianistin, Keyboarderin, Komponistin
- Tina Marsh, 1954–2009, Sängerin, Komponistin
- Joy Marshall, 1936–1968, Sängerin
- Emilia Mårtensson, * ≈1982, Sängerin
- Leïla Martial, * 1984, Sängerin
- Claire Martin, * 1967, Sängerin
- Rebecca Martin, * 1969, Sängerin, Songwriterin
- Lucía Martínez, * 1982, Perkussionistin, Schlagzeugerin und Komponistin
- Miya Masaoka, * 1958, Koto-Spielerin, Künstlerin, Komponistin
- Laurel Massé, * 1951, Sängerin
- Dana Masters (* ≈1982), Sängerin
- Dorothy Masuka, 1935–2019, Sängerin
- Greta Matassa * 1962, Sängerin
- Natalia Mateo, * 1983, Sängerin
- Keiko Matsui, * 1963, Keyboarderin
- Kazuko Matsuo, 1935–1992, Sängerin
- Sachie Matsushita, * 1976, Pianistin, Komponistin
- Eiko Matsuyama, 1912–2006, Sängerin
- Kaffe Matthews, ' 1961, Geigerin, Live-Elektronikerin, Komponistin
- Myra Maud, * ≈1981, Sängerin und Schauspielerin
- Anna Maurer, * 1995, Pianistin, Sängerin
- Valeria Maurer (* 1991), Sängerin
- Sheila Maurice-Grey, * 199?, Trompeterin
- Camille Maussion, * 1988, Saxophonistin
- Tina May, * 1961, Sängerin
- Magda Mayas, * 1979, Pianistin
- Annette Maye, * 1974, Klarinettistin, Musikwissenschaftlerin
- Eva Mayerhofer, * 1970, Sängerin
- Virginia Mayhew, * 1959, Saxophonistin
- Mary Mayo, 1924–1985, Sängerin
- Barbara Mayr * 1968, Sängerin
- Agathe Max, * ≈1980, Geigerin
- Ana Carla Maza, * 1995, Cellistin, Sängerin
- Marilyn Mazur, * 1955, Perkussionistin, Komponistin, Bandleaderin
- Fama M’Boup, * 1994, Sängerin, Komponistin
- Letta Mbulu, * 1942, Sängerin
- Chelsea McBride, * 1992, Saxophonistin
- Mary Ann McCall, 1919–1994, Sängerin
- Leyla McCalla, * 1985, Sängerin, Cellistin, Banjospielerin
- Jill McCarron, * ≈1970, Pianistin
- Nora McCarthy, * 1958, Sängerin, Lyrikerin
- Susannah McCorkle, 1946–2001, Sängerin
- Sarah McCoy, * 1985, Sängerin, Pianistin
- Kit McClure, * 1951, Saxophonistin, Orchesterleiterin
- Zara McFarlane, * 1983, Sängerin, Gitarristin
- Madison McFerrin, * 1991, Sängerin, Keyboarderin
- Kate McGarry, * 1970, Sängerin
- Patty McGovern, 1928–2024, Sängerin, Songwriterin
- Delsey McKay, 1924–2004, Sängerin, Pianistin, Songwriterin
- Robin McKelle, * 1976, Sängerin, Songwriterin
- Sarah McKenzie * 1987, Sängerin, Pianistin, Songwriterin
- Gayelynn McKinney * 1962, Schlagzeugerin
- Bette McLaurin, R&B-Sängerin
- Jeanette McLeod, 1946–2011, Sängerin
- Cécile McLorin Salvant, * 1989, Sängerin
- Marian McPartland, 1918–2013, Pianistin
- Carmen McRae, 1922–1994, Sängerin
- Mary Ann McSweeney, * 1962, Bassistin
- Paulette McWilliams, * 1948, Sängerin
- Karin Meier, * ≈1980, Sängerin, Komponistin
- Raissa Mehner, * 1986, Gitarristin, Komponistin
- Myra Melford, * 1957, Pianistin
- Robin Meloy Goldsby, * 1958, Pianistin, Komponistin und Autorin
- Katie Melua, * 1984, Sängerin (Pop-Jazz)
- Mariola Membrives, * 1978, Sängerin, Schauspielerin, Komponistin
- Maria Mendes, * ≈1985, Sängerin
- Fuensanta Méndez, * 1995, Kontrabassistin, Sängerin, Komponistin
- Ava Mendoza, * 1983, Gitarristin
- Fanny Ménégoz , Flötistin
- Zola Mennenöh, * 1988, Sängerin
- Susanne Menzel * 1974, Sängerin
- Mabel Mercer, 1900–1984, Sängerin
- Mareille Merck, * 1996, Gitarristin
- Helen Merrill, * 1929, Sängerin
- Friederike Merz, * 1987, Sängerin
- Gisela Meßollen, * 1964, Trompeterin
- Joni Metcalf, 1931–2022, Pianistin, Sängerin
- Sarah Mettenleiter, * 1989, Sängerin, Pianistin
- Nicole Metzger, * 1969, Sängerin
- Ruth Wilhelmine Meyer, * 1961, Vokalistin, Komponistin und Klangkünstlerin
- Adi Meyerson, * 1991, Bassistin
- Camila Meza, * 1985, Sängerin, Gitarristin, Songwriterin
- Lisa Mezzacappa, * 1975, Bassistin
- Gentiane Michaud-Gagnon , * 199?, Pianistin
- Nina Michelle, * 1968, Sängerin
- Monday Michiru, * 1963, Sängerin, Songwriterin und Schauspielerin
- Velma Middleton, 1917–1961, Sängerin
- Marilyn Middleton Pollock, * 1947, Sängerin
- Lizzie Miles (eigentlich Elizabeth Mary Landreaux), 1895–1963, Sängerin
- Jordina Millà, * 1984, Pianistin
- Allison Miller, * ≈1975, Schlagzeugerin
- Yucco Miller, * 1990, Saxophonistin, Komponistin
- Sophie Milman, * 1984, Sängerin
- Sophie Min, * ≈1992, Pianistin, Komponistin
- Junko Mine, * ≈ 1950, Sängerin
- Elena Mîndru, * 1988, Sängerin, Komponistin
- Kelsey Mines, * ≈1990, Kontrabassistin, Komponistin
- Mara Minjoli, * 1987, Sängerin, Songwriterin
- Ayça Miraç, * 1986, Sängerin, Komponistin
- Nataša Mirković, * 1972, Sängerin und Schauspielerin
- Nicole Mitchell, * 1967, Flötistin, Komponistin, Bandleaderin, erste weibliche Co-Präsidentin der AACM
- Elaine Mitchener, * 199?, Sängerin
- Martha Miyake, 1933–2025, Sängerin
- Anna Mjöll, * 1970, Sängerin, Komponistin
- Salome Moana, * 1994, Sängerin, Komponistin
- Heida Mobeck, * 1987, Tubistin, Komponistin
- Sonti Mndebele, * ≈1960, Sängerin
- Miriam Moffitt, 1884–1954, Pianistin, Bandleaderin
- Elsa Johanna Mohr, * 1990, Sängerin und Songwriterin
- Lesley Mok, * 1994, Schlagzeugerin, Perkussionistin, Komponistin
- Beata Molak * 1962, Sängerin und Songwriterin,
- Hedvig Mollestad, * 1982, Gitarristin
- Fiona Monbet, * 1989, Geigerin
- Jane Monheit, * 1977, Sängerin
- Meredith Monk, * 1942, Komponistin, Sängerin, Choreografin, Performance-Künstlerin
- Ingrid Monson, * 1955, Trompeterin, Jazzforscherin
- Ada Montellanico, * ≈1963, Sängerin
- Marian Montgomery, 1934–2002, Sängerin
- Belinda Moody, * 1966, Bassistin
- Barbara Moore, 1932–2021, Sängerin und Arrangeurin
- Debby Moore, 1925–2017, Sängerin
- Monette Moore, 1902–1962, Sängerin, Pianistin
- Shelley Moore, 1932–2016, Sängerin
- Gayle Moran, * 1943, Keyboarderin, Sängerin
- Pat Moran, * 1934, Pianistin
- Morgana Moreno, * 1990, Flötistin, Komponistin
- Joyce Moreno, * 1948, Sängerin, Komponistin, Gitarristin
- Ikue Mori, * 1953, Schlagzeugerin, Live-Elektronikerin, Komponistin
- Yvonne Moriel, * 1992, Saxophonistin
- Angela Morris, * ≈1987, Saxophonistin, Bigband-Leader
- Barbara Morrison, * 1952, Sängerin
- Beaver Morrison, 1950–2010, Sängerin
- Sarah Morrow, * 1969, Posaunistin
- Veronika Morscher, * 1991, Sängerin
- Ella Mae Morse, 1924–1999, Sängerin
- Lee Morse, 1897–1954, Sängerin
- Veronica Mortensen, * ≈1973, Sängerin, Songwriterin
- China Moses, * 1978, Sängerin
- Kathryn Moses, 1943–2021, Flötistin, Saxophonistin, Sängerin, Komponistin
- Anne Marie Moss, 1935–2012, Sängerin, Musikpädagogin
- Andrea Motis, * 1995, Sängerin, Trompeterin
- Moor Mother, * 1976, Rapperin, Klarinettistin, Aktivistin
- Eska Mtungwazi, * 1971, Singer-Songwriterin, Multiinstrumentalistin
- Luisa Muhr, * vor 1992, Stimme, Multimedia
- Nora Mulder, * 1965, Pianistin
- Manon Mullener, * 1997, Pianistin
- Henriette Müller, * 1961, Saxophonistin, Komponistin
- Susanne Müller, * 1964, Saxophonistin, Gitarristin
- Destiny Muhammad, Harfenistin
- Ai Murakami, * 199?, Schlagzeugerin
- Sarah Murcia, * 1976, Bassistin, Komponistin
- Rose Murphy, 1913–1989, Sängerin, Pianistin
- Diedre Murray, * 1951, Cellistin, Komponistin
- Rachel Musson, Saxophonistin
- Aziza Mustafa Zadeh, * 1969, Pianistin, Komponistin, Sängerin
- Adriane Muttenthaler, * 1955, Pianistin
- Amina Claudine Myers, * 1942, Pianistin
- Jasmine Myra, * ≈1994, Saxophonistin

### N
- Rose Nabinger, * 1958, Sängerin
- Sana Nagano, * 1984, Geigerin
- Emma Nagy, * 1998, Sängerin
- Alma Naidu, * 1995, Sängerin
- Karin Nakagawa, * 1979, Kotospielerin
- Hisae Nakajima, * ≈1975, Pianistin
- Mari Nakamoto, * 1947, Sängerin
- Stephanie Nakasian, * 1954, Sängerin
- Tatsuya Nakatani, * 1970, Perkussionistin
- Sainkho Namtchylak, * 1957, Sängerin, Komponistin
- Steffi Narr, * 1986, Gitarristin
- Veslemøy Narvesen, * 1997, Schlagzeugerin
- Meshell Ndegeocello, * 1969, E-Bassistin, Komponistin
- Mankwe Ndosi, * ≈1985, Sängerin
- Camila Nebbia, * 1987, Saxophonistin
- Maria Neckam, * 1979, Sängerin
- Christin Neddens, * 1986, Schlagzeugerin
- Judit Neddermann, * 1991, Sängerin, Gitarristin
- Stephanie Neigel, * 1986, Sängerin
- Silje Nergaard, * 1966, Sängerin (Pop-Jazz)
- Barbara Maria Neu, * 1993, Klarinettistin, Performancekünstlerin
- Annette Neuffer, * 1966, Trompeterin, Sängerin
- Andrea Neumann, * 1968, Pianistin, Innenklavier
- Eunice Newkirk, 1939–2023, Sängerin
- Lauren Newton, * 1952, Sängerin
- Maggie Nicols, * 1948, Sängerin, Stepperin, Komponistin
- Julia Lee Niebergall, 1886–1968, Pianistin, Komponistin
- Judy Niemack, * 1954, Sängerin, erste Professorin für Jazzgesang in Deutschland
- Christina Nielsen, * 1965, Saxophonistin
- Anne Niepold, * 1982, Akkordeonistin
- Angelika Niescier, * 1970, Saxofonistin und Komponistin
- Anika Nilles, * 1983, Schlagzeugerin
- Cornelia Nilsson, * 1992, Schlagzeugerin
- Bodil Niska, * 1954, Saxophonistin
- Hailey Niswanger, * 1990, Saxophonistin
- Sandra Nkaké, * 1973, Sängerin, Schauspielerin
- Kaori Nomura, * ≈1982, Pianistin,
- Cæcilie Norby, * 1964, Sängerin
- Nadje Noordhuis, * 1977, Trompeterin
- Eva Novoa, Pianistin
- Annick Nozati, 1945–2000, Sängerin
- Thandi Ntuli, * 1987, Pianistin, Sängerin
- Shanta Nurullah, * 1950, Sitarspielerin, Bassistin, Mbiraspielerin, Geschichtenerzählerin
- Lina Nyberg, * 1970, Sängerin, Komponistin

### O
- Ingrid Oberkanins, * 1964, Perkussionistin
- Mali Obomsawin, * um 1995, Bassistin, Sängerin
- Lada Obradović, * 1987, Schlagzeugerin
- Tamara Obrovac, * 1962, Sängerin, Flötistin, Komponistin
- Anita O’Day, 1919–2006, Sängerin
- Karin Oehler, * 1950, Sängerin
- Jeanaine Oesch, * 1997, Bassistin, Sängerin
- Hildegunn Øiseth, * 1966, Trompeterin, Naturhornspielerin
- Chiaki Ogasawara, * 1963, Sängerin
- Sakurako Ogyū, * ≈ 1960, Pianistin
- Linda Oh, * 1984, Bassistin, Komponistin
- Betty O’Hara, ≈1926–2000, Blechbläserin, Sängerin
- Masako Ohta * 1960, Pianistin
- Eri Ōno * 1955, Sängerin
- Hideko Okiyama, 1945–2011, Sängerin, Filmschaffende
- Rieko Okuda, * ≈1990, Pianistin
- Linda Oláh, * 1988, Sängerin, Komponistin
- Ruth Olay, 1924–2021, Sängerin
- Mary Oliver, * 1956, Violinistin, Bratschistin
- Pauline Oliveros, 1932–2016, Komponistin, Akkordeonistin
- Leïla Olivesi, * 1978, Pianistin, Komponistin
- Isabelle Olivier, * 1964, Harfenistin, Komponistin
- Eva Olmerová, 1934–1993, Sängerin
- Esmée Olthuis, * 1969, Saxophonistin
- Junko Ōnishi, * 1967, Pianistin
- Yoko Ono, * 1933, Konzeptkünstlerin, Sängerin, Komponistin, Filmemacherin
- Ursula Oppens, * 1944, Pianistin
- Sanni Orasmaa, * 1972, Sängerin, Schauspielerin
- Charlotte Ortmann, * 1985, Saxophonistin, Flötistin
- Susan Osborn, 1950–2024, Sängerin
- Tamar Osborn, * ≈1978, Saxophonistin, Flötistin
- Annemie Osborne, * 1984, Cellistin
- Mary Osborne, 1921–1992, Gitarristin
- Maja Osojnik, * 1976, Sängerin, Elektronikerin, Blockflötistin, Komponistin
- Sophia Oster, * 1993, Pianistin, Sängerin
- Ulla Oster, * 1956, Kontrabassistin, Komponistin
- Dora Osterloh, * ≈1986, Sängerin, Komponistin
- Margaux Oswald, * 1991, Pianistin
- Endea Owens, * 1988, Bassistin

### P
- Fanny Paccoud, * ≈1979, Geigerin, Bratschistin
- Anne Paceo, * 1984, Schlagzeugerin
- Marialy Pacheco, * 1983, Pianistin
- Himiko Paganotti, * 1974, Sängerin
- Danielle Palardy Roger, * 1949, Schlagzeugerin, Elektronik-Perkussionistin, Sängerin, Komponistin
- Johanna Pärli, * 1989, Bassistin
- Lia Pale, * 1985, Sängerin, Keyboarderin
- Gladys Palmer †, Sängerin
- Tanja Pannier, * 1982 Sängerin
- Diana Panton, * 1974, Sängerin
- Elizabeth Panzer, Harfenistin
- Anca Parghel, 1957–2008, Sängerin
- Carmen París, * 1966, Sängerin, Pianistin
- Dolores Parker, Sängerin
- Jann Parker, ≈1955–2023, Sängerin
- Andrea Parkins, Akkordeonistin, Pianistin, Keyboarderin
- Zeena Parkins, * 1956, Harfenistin, Komponistin
- Mary Maria Parks, Sängerin
- Gretchen Parlato, * 1976, Sängerin
- Rebecca Parris, 1951–2018, Sängerin
- Lisa Parrott, * 1968, Saxophonistin
- Nicki Parrott, * 1970, Sängerin, Komponistin
- Claire Parsons, * 1993, Sängerin
- Susan Pascal, Vibraphonistin
- Élodie Pasquier, * ≈1985, Klarinettistin
- Mônica Passos, * 1956, Sängerin, Schauspielerin, Songwriterin
- Rosa Passos, * 1952, Sängerin, Gitarristin, Songwriterin
- Ana Patan, * 1976, Sängerin, Gitarristin, Songwriterin
- Regina Pastuszyk, * 1960, Klarinettistin
- Sandy Patton, * 1948, Sängerin, Hochschullehrerin
- Hanna Paulsberg * 1987, Tenorsaxophonistin
- Jessica Pavone, * 1976, Geigerin, Komponistin
- Rita Payés, * 1999, Posaunistin, Sängerin
- Freda Payne, * 1942, Sängerin, Schauspielerin
- Maggi Payne, * 1945, Komponistin, Flötistin, Videokünstlerin, Aufnahme-Ingenieurin und -Herausgeberin, Ingenieurin für historisches Remastering
- Annette Peacock, * 1941, Pianistin, Sängerin, Komponistin
- Kathrin Pechlof, * 1978, Harfenistin, Komponistin
- Micheline Pelzer, 1950–2014, Schlagzeugerin
- Sabeth Pérez, * 1992, Sängerin, Komponistin
- Sílvia Pérez Cruz, * 1983, Sängerin, Komponistin, Schauspielerin
- Jeannine „Mimi“ Perrin, 1926–2010, Pianistin, Sängerin und Texterin
- Laura Perrudin, * ≈1990, Harfenistin
- Cecilia Persson, * 1982, Pianistin und Komponistin
- Natalie Peters, * 1976, Stimmkünstlerin und Komponistin
- Mette Petersen, * 1955, Pianistin
- Jeanne Arland Peterson, 1921–2013, Pianistin, Sängerin
- Vesna Petković, * 1974, Sängerin
- Sissel Vera Pettersen, * 1977, Sängerin, Saxophonistin
- Sofia Pettersson, * 1970, Sängerin
- Madeleine Peyroux, * 1974, Sängerin, Gitarristin (auch Blues)
- Victoria Pfeil, * 1994, Saxophonistin, Komponistin
- Neele Pfleiderer, * 1982, Sängerin, Komponistin
- Theresia Philipp, * 1991, Saxophonistin, Komponistin
- Claudia Phillips, Sängerin
- Esther Phillips, 1935–1984, Sängerin
- Billie Pierce, 1907–1974, Pianistin, Sängerin
- Kasia Pietrzko, * 1994, Pianistin
- Roberta Piket, * 1965, Pianistin
- Jessica Pilnäs, * 1978, Sängerin
- Leslie Pintchik, * 196?, Pianistin
- Selma Pinton, * 1997, Sängerin, Komponistin
- Dorota Piotrowska, * 1984, Schlagzeugerin
- Trudy Pitts, 1933–2010, Jazzorganistin, -pianistin
- Helga Plankensteiner, * 1968, Saxophonistin, Komponistin
- Karin Plato, * 1960, Sängerin, Komponistin
- Elvira Plenar, * 1955, Pianistin, Synthesizerspielerin, Komponistin
- Nina Plotzki, * 1977, Sängerin
- Ingeborg Poffet, * 1965, Akkordeonistin, Sängerin, Komponistin
- Hildegard Pohl, * ≈1959, Pianistin
- Evita Polidoro, * 1995, Schlagzeugerin
- Lucy Ann Polk, 1927–2011, Sängerin
- Terry Pollard, 1931–2009, Vibraphonistin, Pianistin
- Sibylle Pomorin, * 1956, Saxophonistin, Komponistin
- Agnes Ponizil, * 1969, Komponistin, Sängerin
- Valentina Ponomareva, * 1939, Sängerin
- Randi Pontoppidan, * 1970, Vokalistin, Komponistin
- Clara Ponty, * 1968, Pianistin, Sängerin
- Carolin Pook, * 1981, Geigerin, Schlagzeugerin, Komponistin
- Billie Poole, 1929–2005, Sängerin
- Nannie Porres, 1939–2025, Sängerin, Schauspielerin
- Paulina Porszke, Pianistin, Sängerin
- Mariá Portugal, * 1984, Schlagzeugerin
- Tineke Postma, * 1978, Alt- und Sopran-Saxophonistin, Bandleaderin
- Catherine Potter, 1958–2010, Flötistin, Komponistin
- Sally Potter, * 1949, Filmemacherin, Sängerin
- Nelly Pouget, * 1955, Saxophonistin
- Aimée Povel, * 1975, Schlagzeugerin
- Simona Premazzi, * 1975, Pianistin
- Ruth Price, * 1938, Sängerin und Tänzerin
- Riza Printup * 1972, Harfenistin
- Helen Procter, Sängerin
- Felicity Provan, Trompeterin, Kornettistin, Sängerin
- Jodi Proznick, * 1975, Bassistin
- Vlasta Průchová, 1926–2006, Sängerin
- Tutu Puoane,* 1979, Sängerin
- Jin Pureum, * 1987, Saxophonistin
- Flora Purim, * 1942, Sängerin
- Luluk Purwanto, * 1959, Violinistin
- Angela Puxi, * 1979, Saxophonistin

### Q
- Terri Quaye, * 1940, Perkussionistin, Sängerin, Pianistin
- Anne Quillier, Pianistin
- Mapi Quintana, * 1980, Sängerin, Komponistin

### R
- Michaela Rabitsch, * 1963, Trompeterin, Sängerin, Komponistin
- Marianne Racine, * 1956, Sängerin, Pianistin
- Maria Răducanu, * 1967, Sängerin
- Judy Rafat, * 1956, Sängerin
- Zoe Rahman, * 1971, Pianistin
- Tanja Raich, * 1977, Sängerin, Gesangspädagogin
- Rita Raines, 1930–2014, Sängerin
- Ma Rainey, 1886–1939, Sängerin
- R. A. Ramamani, * ≈1956, Sängerin
- Sanne Rambags, * 1994, Sängerin
- Ane Ramløse, Sängerin
- Marion Rampal, * 1980, Sängerin, Songwriterin
- Nicole Rampersaud, * 1981, Trompeterin
- Neva Raphaello, 1915–1975, Sängerin
- Mette Rasmussen, * 1988, Altsaxophonistin
- Dorle Rath, 1911–1989, Sängerin, Krankengymnastin
- Dolly Rathebe, 1928–2004, Sängerin, Schauspielerin
- Maja Solveig Kjelstrup Ratkje, * 1973, Sängerin, Elektronikerin
- Ada Rave, * 1974, Saxophonistin
- Emma Rawicz, * 2002, Saxophonistin
- Carline Ray, 1925–2013, Sängerin, Gitarristin, Bassistin, Musikpädagogin
- Alison Rayner, * 1952, Bassistin
- Gilda Razani, * 1973, Saxophonistin, Thereminspielerin
- Anastasia Razvalyaeva, * 1986, Harfenistin
- Marie-Cécile Reber, * 1962, Komponistin (Field Recordings, Elektronik)
- Vi Redd, 1928–2022, Saxophonistin, Sängerin
- Della Reese, 1931–2017, Sängerin
- Dianne Reeves, * 1956, Sängerin
- Reut Regev, Posaunistin
- Corinna Reich, * 1961, Sängerin, auch Pianistin
- Maria Reich, * 1990, Geigerin, Bratscherin
- Dottie Reid, Sängerin
- Irene Reid, 1930–2008, Sängerin
- Tomeka Reid, * 1977, Cellistin
- Ines Reiger, * 1961, Jazzsängerin, Musikpädagogin
- Dotschy Reinhardt, * 1971, Sängerin, Autorin
- Anna Reisigl, * 1997, Bassistin
- Angela Maria Reisinger, * 1979, Sängerin
- Nina Reiter, * 1991, Sängerin
- Barbara Rektenwald, * 1970, Pianistin
- Francesca Remigi, * 1996, Schlagzeugerin
- Emily Remler, 1957–1990, Gitarristin
- Rita Reys, 1924–2013, Sängerin
- Britta Rex, * 1970, Sängerin
- Olga Reznichenko, * 1989, Pianistin
- Mona Matbou Riahi, * 1990, Klarinettistin, Komponistin
- Marlene Rice, Violinistin, Komponistin
- Ann Richards, 1935–1982, Sängerin
- Kim Richardson, * 1965, Sängerin und Schauspielerin
- Stephanie Richards, Trompeterin, Komponistin
- Trudy Richards, 1920–2008, Sängerin
- June Richmond, 1915–1962, Sängerin und Schauspielerin
- Faye Richmonde, 1917–1959, Sängerin
- Susanna Ridler, Vokalistin, Komponistin, Elektronikerin
- Margrit Rieben, * 1963, Schlagzeugerin, Soundtüftlerin, Video- und Installationskünstlerin
- Sarah Riedel, * 1982, Sängerin, Songwriterin
- Ilse Riedler, * 1974, Saxophonistin
- Susanne Riemer, * 1972, Trompeterin, Sängerin, Komponistin
- Danuta Rinn, 1936–2006, Sängerin und Schauspielerin
- Indra Rios-Moore, * 1980, Sängerin
- Eve Risser, * 1982, Pianistin, Flötistin, Komponistin
- Clémentine Ristord, * ≈1997, Saxophonistin, Bassklarinettistin, Komponistin
- Claire Ritter, * 1952, Pianistin, Komponistin
- Isabelle Ritter, * 1985, Sängerin, Songwriterin
- Mavis Rivers, 1929–1992, Sängerin
- Carol Robbins, * 1954, Harfenistin
- Amy Roberts, * 1988, Saxophonistin, Flötistin
- Cath Roberts, * 1983, Saxophonistin
- Juliet Roberts, * 1962, Sängerin
- Matana Roberts, * ≈ 1978, Saxophonistin, Komponistin
- Mariel Roberts, * ≈ 1989, Cellistin, Komponistin
- Janice Robinson, * 1951, Posaunistin
- Betty Roche, 1920–1999, Sängerin
- Heather Roche, Klarinettistin
- Brisa Roché, * 1976, Sängerin, Songschreiberin
- Hanne Rømer, * 1949, Saxophonistin, Komponistin
- Lotte Rømer, * 1950, Sängerin, Multiinstrumentalistin, Schauspielerin
- Kristiana Roemer, * 1992, Sängerin
- Annemarie Roelofs, * 1955, Posaunistin, Bratschistin, Hochschullehrerin
- Juanita Rogers, Sängerin
- Yvonne Rogers, * 1999/2000, Pianistin, Komponistin
- Live Maria Roggen, * 1970, Sängerin, Komponistin
- Mette Henriette Martedatter Rølvåg, * 1990, Saxophonistin und Komponistin
- Gabriele Rosenberg, Posaunistin, Tubistin
- Mara Rosenbloom, * 1984, Pianistin
- Barbara Rosene, Sängerin
- Michele Rosewoman, * 1953, Pianistin, Bandleaderin
- Christine Rosholt, 1965–2011, Sängerin
- Ntjam Rosie, * 1983, Sängerin
- Renee Rosnes, * 1962, Pianistin
- Annie Ross, 1930–2020, Sängerin, Texterin, Schauspielerin
- Holli Ross, 1956–2020, Sängerin, Texterin, Hochschullehrerin
- Antje Rößeler, * 1989, Pianistin
- Isabel Rößler, * ≈1995, Bassistin
- Mercedes Rossy, 1961–1995, Pianistin, Komponistin
- June Rotenburg, Bassistin
- Carmen Rothwell, * 1992, Bassistin
- Mariëtte Rouppe van der Voort, Flötistin
- Ada Rovatti, * 1976, Saxophonistin, Komponistin
- Stacy Rowles, 1955–2009, Flügelhornistin
- Shamie Royston, * ≈1973, Pianistin
- Queenie Ada Rubin, Pianistin
- Vanessa Kay Rubin, * 1957, Vokalistin
- Céline Rudolph, * 1969, Sängerin, Hochschullehrerin
- Julia Rüffert, * 1988, Posaunistin, Komponistin
- Chanda Rule, * ≈1975, Sängerin
- Sanna Ruohoniemi, * ≈1993, Sängerin
- Ann Rupel, * ≈1955, Bassistin
- Patrice Rushen, * 1954, Sängerin, Pianistin
- Nancy Ruth, * 1966, Sängerin
- Jackie Ryan, Sängerin
- Ali Ryerson, * 1952, Flötistin
- Inger Lise Rypdal, * 1949, Jazzsängerin (auch Pop und Rock), Schauspielerin
- Dabin Ryu, * ≈1994, Pianistin

### S
- Joana Sá, * 1979, Pianistin, auch Saxophonistin
- Wanda Sá, * 1944, Gitarristin und Sängerin
- Helen Sachs, 1934–2014, Sängerin
- Esther-Maria Sack, geboren als Esther-Maria Stumm, Saxophonistin
- Wendy Saddington, 1949–2013, Sängerin
- Defne Şahin, * 1984, Sängerin, Komponistin, Textdichterin
- Juliana Saib, * 1996, Pianistin, Malerin
- Sélène Saint-Aimé, * ≈1995, Bassistin, Sängerin, Komponistin
- Taiko Saitō, * 1976, Vibraphonistin, Marimbaspielerin, Komponistin
- Valérie Sajdik, * 1978, Sängerin
- Naoko Sakata, * 1983, Pianistin
- Kari Sál, * 1993, Sängerin
- Sofia Salvo, * 1994, Baritonsaxophonistin
- Cymin Samawatie, * 1976, Sängerin, Komponistin
- Beate Sampson, * 1961, Sängerin, Musikjournalistin
- Angelica Sanchez, * 1972, Pianistin
- Marta Sánchez, * ≈1980, Pianistin
- Yvonne Sanchez, * 1967, Sängerin
- Ida Sand, * 1977, Pianistin, Sängerin
- Ellekari Sander, * 1977, Sängerin, Pianistin
- Jody Sandhaus, 1951–2012, Sängerin
- Suba Sankaran, * ≈1975, Sängerin, Pianistin, Perkussionistin
- Arcoiris Sandoval, * ≈1994, Pianistin, Komponistin, Arrangeurin
- Natalie Sandtorv, * 1988, Sängerin, Elektronikerin, Komponistin
- Marit Sandvik, * 1956, Sängerin
- Susana Santos Silva, * 1979, Trompeterin
- Julie Sassoon, * 1965, Pianistin, Komponistin
- Maud Sauer, * 1952, Oboistin
- Pinise Saul, 1941–2016, Sängerin
- Julie Saury, * 1972, Schlagzeugerin
- Cynthia Sayer, * 1962, Banjospielerin, Sängerin
- Daniela Schächter, * 1972, Pianistin, Sängerin
- Inéz Schaefer, * 1990, Sängerin, Komponistin
- Paulien van Schaik, * 1967, Sängerin
- Christina Schamei, * ≈1992, Sängerin
- Brigitte Schär * 1958, Sängerin, Schriftstellerin
- Lizzy Scharnofske, * 1981, Schlagzeugerin, Sängerin
- Kathrin Scheer, * 1979, Sängerin, Songwriterin
- Jenny Scheinman, * 1979, Geigerin, Sängerin
- Gaby Schenke, * 1966, Saxophonistin
- Katrin Scherer, * 1977, Saxophonistin
- Stefanie Schlesinger, * 1977, Sängerin, Songwriterin
- Ursel Schlicht, * 1962, Pianistin, Musikwissenschaftlerin
- Almut Schlichting, * 1977, Saxophonistin, Komponistin
- Holly Schlott, * 1958, Saxophonistin, Komponistin
- Sue Schlotte, * 1967, Cellistin
- Ingrid Schmoliner, * 1978, Sängerin, Pianistin, Komponistin
- Anna-Lena Schnabel, * 1989, Saxophonistin, Flötistin
- Hermine Schneider, Trompeterin, Kamerafrau, Theatermacherin
- Johanna Schneider, * 1986, Sängerin
- Maria Schneider, * 1960, Bigbandleaderin, Arrangeurin, Komponistin
- Maria Schneider, * 1983, Perkussionistin, Vibraphonistin, Marimbaspielerin
- Tine Schneider, * 1966, Pianistin, Dozentin
- Sara Schoenbeck, Fagottistin
- Axinia Schönfeld, Sängerin, Pastorin
- Chiara Schönfeld, * 1995, Sängerin
- Pavla Schönová, * 1955, Pianistin
- Hanna Schörken, * 1985, Sängerin
- Katrin Scholl, Violinistin, Bratschistin
- Melanie Scholtz, * 1979, Sängerin
- Fie Schouten, * 1972, Bassklarinettistin
- Marianne Schroeder, * 1949, Pianistin, Komponistin
- Marie-Christine Schröck, * 1972, Saxophonistin
- Nadja Schubert * 1971, Blockflötistin
- Dorothea Schürch, * 1960, Sängerin, Performerin, Klangkünstlerin
- Laura Schuler, * 1987, Geigerin
- Robyn Schulkowsky, * 1953, Perkussionistin, Komponistin
- Franziska Ameli Schuster, * 1989, Sängerin, Songwriterin
- Diane Schuur, * 1953, Sängerin, Pianistin
- Gina Schwarz, * 1968, Bassistin
- Judith Schwarz, * 1989, Schlagzeugerin
- Zoe Schwarz, Sängerin
- Irène Schweizer, 1941–2024, Pianistin, Schlagzeugerin
- Patrizia Scascitelli, * 1949, Pianistin
- Sabina Sciubba, * 1975, Sängerin
- Gery Scott, 1923–2005, Sängerin, Musikproduzentin
- Hazel Scott, 1920–1981, Pianistin, Sängerin, Schauspielerin
- Mabel Scott 1915–2000, R&B-Sängerin
- Rhoda Scott, * 1938, Organistin
- Shirley Scott, 1934–2002, Organistin
- Janice Scroggins, 1955–2014, Blues- und Jazzpianistin
- Adele Sebastian, 1956–1983, Flötistin
- Amanda Sedgwick, * 1970, Saxophonistin (auch Flöte und Klarinette), Komponistin
- Ellen Seeling, 1950–2025, Trompeterin, Orchesterleiterin
- Debora Seffer, * 1969, Geigerin
- Christine Sehnaoui, * 1978, Saxophonistin
- Janet Seidel, 1955–2017, Sängerin und Pianistin
- Gunhild Seim * 1973, Trompeterin, Komponistin
- Lena-Larissa Senge, * 1993, Sängerin, Gitarristin, Flötistin, Synthesizerspielerin
- Marie Selander, * 1947, Sängerin, Multiinstrumentalistin
- Anna Serafińska, * 1974, Sängerin
- Carole Sergent, * 1962, Sängerin
- Anna Serierse, * 1993, Sängerin
- Astrid Seriese, * 1957, Sängerin, Musiktheater-Performerin, Gesangslehrerin, Schauspielerin
- Sara Serpa, * 1979, Sängerin
- Ingrid Sertso, * 1944, Sängerin
- Anna Setton, * 1983, Sängerin, Gitarristin
- Esther Sévérac, * 1989, Harfenistin
- Lauren Sevian, * 1979, Saxophonistin
- Golnar Shahyar, * 1985, Gitarristin, Pianistin, Sängerin
- Kendra Shank, * 1958, Sängerin, Gitarristin, Perkussionistin
- Karen Sharp, * 1971, Saxophonistin, Klarinettistin
- Linda Sharrock, * 1947, Sängerin
- Lee Shaw, 1926–2015, Pianistin und Komponistin
- Marlena Shaw, 1942–2024, Sängerin
- Susana Sheiman, * 1973, Sängerin
- Nina Sheldon, Pianistin, Sängerin, Professorin
- Angelika Sheridan, * 1965, Flötistin
- Naadia Sheriff, * ≈1988, Pianistin
- Joya Sherrill, 1927–2010, Sängerin, Schauspielerin und Moderatorin
- Ayako Shirasaki, 1969–2021, Pianistin, Komponistin
- Shizuko Kasagi, 1914–1985, Sängerin, Schauspielerin
- Paula Shocron, * 1980, Pianistin
- Amy Shook, * ≈1980, Bassistin
- Jen Shyu, * 1978, Sängerin, Multiinstrumentalistin, Tänzerin, Komponistin
- Julia Siedl, * ≈1980, Pianistin
- Naomi Moon Siegel, * 1984, Posaunistin
- Sietske, * 1985, Sängerin
- Anna Gréta Sigurðardóttir, * 1994, Pianistin, Komponistin, auch Sängerin
- Catherine Sikora, Saxophonistin
- Judi Silvano, * 1951, Sängerin, Komponistin, Tänzerin, Bandleaderin, Musikpädagogin
- Trudy Silver, Pianistin, Musikpädagogin
- Rosangela Silvestre, Jazz- und Improvisationstänzerin, Choreographin, Professorin für Tanz
- Nana Simopoulos, * 1958, Gitarristin, Sängerin, Komponistin
- Tiziania Simona, Sängerin, Rechtsanwältin
- Nina Simone, 1933–2003, Sängerin, Pianistin
- Lisa Simone, * 1965, Sängerin
- Carole Simpson, ≈1928–2012, Sängerin, Pianistin
- Nala Sinephro, * 1996, Harfenistin, Synthesizerspielerin
- Marge Creath Singleton, 1899–1982, Pianistin, Bandleaderin
- Bria Skonberg * 1983, Trompeterin, Sängerin
- Kira Skov, * 1976, Sängerin
- Sonia Slany, 1965–2021, Geigerin, Pianistin
- Solveig Slettahjell, * 1971, Sängerin (Pop-Jazz)
- Carol Sloane, 1937–2023, Sängerin
- Melissa Slocum, * 1961, Bassistin
- Bessie Smith, 1894–1937, Sängerin
- Betty Smith, 1929–2011, Saxophonistin, Sängerin, Bandleaderin
- Carrie Smith, 1941–2012, Sängerin
- Cecilia Smith, Vibraphonistin
- Jocelyn B. Smith, * 1960, Sängerin
- June Smith, 1930–2016, Sängerin, Trompeterin
- LaDonna Smith, * 1951, Geigerin, Bratscherin, Pianistin
- Mamie Smith, 1891–1946, Sängerin
- Ruthie Smith, * 1950, Saxophonistin, Sängerin
- Viola Smith, 1912–2020, Schlagzeugerin
- Ginger Smock, 1920–1995, Geigerin, Sängerin
- Valaida Snow, 1904–1956, Trompeterin, Sängerin
- Phoebe Snow (eigentlich Phoebe Ann Laub), * 1952, Sängerin
- Ann-Sofi Söderqvist, * 1956, Trompeterin, Komponistin, Dirigentin
- Isabel Sörling, * 1987, Sängerin
- Lisa Sokolov, * 1954, Sängerin
- Somi, * 1981, Sängerin
- Simone Sonnenschein, Saxophonistin, Kabarettistin
- Claudia Solal, * 1971, Pianistin, Sängerin
- Lara Solnicki, * ≈1986, Sängerin, Dichterin, Komponistin
- Somi, * 1979, Sängerin
- Tessa Souter * 1956, Sängerin, Liedtexterin
- Thea Soti, * 1989, Sängerin, Komponistin
- Carmen Souza, * 1981, Sängerin
- Karen Souza, * 1984, Sängerin
- Luciana Souza, * 1966, Sängerin
- Marie Spaemann, * 1988, Cellistin, Singer-Songwriterin
- Esperanza Spalding, * 1984, Bassistin, Sängerin
- Fatima Spar, * 1977, Sängerin, Songtexterin
- Andreas Spannagel, * 1960, Flötist, Saxophonist
- Fatima Spar, * 1977, Sängerin
- Basil Spears, 1921–2004, Sängerin, Pianistin
- Lisette Spinnler * 1976, Sängerin
- Kika Sprangers, * 1994, Saxophonistin, Komponistin
- Kandace Springs, * 1989, Sängerin, Pianistin, Songwriterin
- Carmen Staaf, * 1981, Pianistin
- Cara Stacey, * ≈1987, Pianistin, Mundbogenspielerin, Komponistin, Musikwissenschaftlerin
- Monika Stadler, * 1963, Harfenistin
- Jannie Stalknecht, 1928–2017, Sängerin
- Mary Stallings, * 1939, Sängerin
- Carola Standertskjöld, 1941–1997, Sängerin (auch Pop)
- Krystyna Stańko, * ≈1967, Sängerin, Gitarristin, Komponistin
- Sabrina Starke, * 1979, Sängerin (auch R&B und Soul)
- Dakota Staton, 1930–2007, Sängerin
- Marianne Steffen-Wittek, * 1952, Schlagzeugerin, Vibraphonistin, Hochschullehrerin
- Teddy Steen, Posaunistin
- Cleo Steinberger, * 1996, Sängerin, auch Gitarristin, Geigerin
- Leni Stern, * 1952, Gitarristin, Pianistin, Sängerin
- Peggy Stern, * 1948, Pianistin
- Becca Stevens,* 1984, Sängerin, Gitarristin
- Macie Stewart, * ≈1990, Pianistin, Keyboarderin, Geigerin
- Edith Steyer, * 1968, Saxophonistin
- Lisa Stick, * 1987, Posaunistin
- Pamelia Stickney, * 1976, Theremin-Spielerin
- Kathy Stobart, 1925–2014, Saxophonistin
- Nadja Stoller, * 1974, Sängerin, Multiinstrumentalistin
- Peggy Stone, 1907–2009, Pianistin, Sängerin
- Ilse Storb, * 1929, Professorin für Jazzforschung, Musikwissenschaftlerin, Musikpädagogin
- Sidsel Storm, * 1982, Sängerin
- Karolina Strassmayer, * 1971, Saxophonistin
- Julia Strzalek, * 1989, Saxophonistin
- Co Streiff, * 1959, Saxophonistin, Querflötistin
- Fabiana Striffler, 1988, Geigerin, Komponistin
- Janni Struzyk, * 1970, Tubistin, Posaunistin
- Kjersti Stubø, * 1970, Sängerin
- Erika Stucky, * 1962, Sängerin, Kabarettistin
- Melissa Stylianou, * 1976, Sängerin
- Yuhan Su, * 1990, Vibraphonistin
- Carol Sudhalter, * 1943, Holzbläserin
- Anli Sugano, 1948/49–2000, Sängerin
- Monnette Sudler, * 1952, Gitarristin
- Soojin Suh, * 1984, Schlagzeugerin
- Maxine Sullivan, 1911–1987, Sängerin
- Johanna Summer, * 1995, Pianistin
- Lara Süß (* 1991), Sängerin
- Barbara Sutton Curtis, 1930–2019, Pianistin
- Rachel Sutton, * 1998, Sängerin, Liedtexterin
- Tierney Sutton, * 1963, Sängerin
- Lena Swanberg, * 1982, Sängerin
- Inga Swearingen, * 1975, Sängerin
- Mazz Swift, * ≈1975, Geigerin, Sängerin
- Lora Szafran, * 1960, Sängerin
- Márta Szirmay, 1939–2015, Sängerin (später Klassik)
- Nikoletta Szőke, * 1983, Sängerin
- Szandra Szőke, * 1985, Sängerin

### T
- Hild Sofie Tafjord, * 1974, French Horn-Spielerin, Electronikerin
- Aki Takase, * 1948, Pianistin, Komponistin, Hochschullehrerin
- Rahel Talts, * 1996, Pianistin
- Tamia, * 1947, Sängerin
- Ayumi Tanaka, * 1986, Pianistin
- Simin Tander, * ≈1980, Sängerin
- Sarah Tandy, * ≈1982, Pianistin
- Gabriela Tanner, * 1967, Sängerin
- Cansu Tanrıkulu, * 1991, Sängerin
- Alexa Tarantino, * 1992, Saxophonistin
- Christine Tassan, * 1970, Gitarristin, Singer-Songwriterin
- Sophie Tassignon, * 1980, Sängerin
- Eva Taylor, 1895–1977, Sängerin
- Myra Taylor, 1917–2011, Sängerin, Songwriterin, Schauspielerin
- Norma Teagarden, 1911–1996, Pianistin
- Maartje ten Hoorn, * 1957, Geigerin
- Tenko, Sängerin und Gitarristin
- Naoko Terai, * 1967, Violinistin
- Erena Terakubo, * 1992, Saxophonistin, Flötistin
- Sue Terry, * 1959, Saxophonistin
- Thelma Terry, 1901–1966, Bassistin, Sängerin, Bandleaderin
- Shirley Tetteh, * ≈1990, Gitarristin
- Emma-Jean Thackray, * 1988/89, Trompeterin, Sängerin, Produzentin
- Rosetta Tharpe, 1915–1973, Sängerin, Gitarristin
- Rachel Therrien, * 1987, Trompeterin, Bandleaderin
- Blanche Thomas, 1922–1977, Sängerin
- Hociel Thomas, 1904–1952, Sängerin, Pianistin
- Barbara Thompson, 1944–2022 Saxophonistin, Flötistin
- Gail Thompson, * 1958, Flötistin, Saxophonistin, Komponistin und Arrangeurin
- Katharina Thomsen, * 1981, Saxophonistin, Bassklarinettistin, Arrangeurin, Komponistin
- Caroline Thon, * 1966, Saxophonistin, Komponistin
- Lilly Thornton, * 1966, Sängerin
- Teri Thornton, 1934–2000, Sängerin, Pianistin
- Pyeng Threadgill, * 1977, Sängerin, Songwriterin
- Janet Thurlow, 1926–2022, Sängerin
- Camille Thurman, * 1986, Saxophonistin, Sängerin
- Linda Tillery, * 1948, Sängerin und Musikproduzentin
- Martha Tilton, 1915–2006, Sängerin
- Shirazette Tinnin, Schlagzeugerin
- Julie Tippetts, * 1947, Sängerin, Gitarristin
- Malika Tirolien * 1983, Sängerin, Pianistin
- Hilda Tloubatla, * 1942, Sängerin
- Christine Tobin, * 1963, Sängerin
- Louise Tobin, 1918–2022, Sängerin
- Viktoria Tolstoy, * 1974, Sängerin (Pop-Jazz)
- Sumi Tonooka, * 1956, Pianistin, Dozentin und Komponistin
- Cat Toren, * ≈1980, Pianistin
- Diana Torto, * 1968, Sängerin
- Amanda Tosoff, * 1983, Pianistin
- Laura Totenhagen, * 1992, Sängerin, Oboistin
- Laura Toxværd, * 1977, Saxophonistin
- Sheila Tracy, 1934–2014, Posaunistin, Sängerin, Radiomoderatorin
- Maria Trautmann, * 1990, Posaunistin, Theatermacherin
- Iris Träutner, * ≈1974, Sängerin
- Rebecca Trescher, * 1986, Klarinettistin, Komponistin
- Caro Trischler, * 1995, Sängerin, Gitarristin
- Carol Tristano, * ≈1963, Schlagzeugerin
- Angela Tröndle, * 1983, Sängerin, Pianistin, Komponistin
- Maxine Troglauer, * 1995, Bassposaunistin, Komponistin
- Aurélie Tropez, * 1981, Saxophonistin, Klarinettistin
- Monika Trotz, 1965–2012, Sängerin, Komponistin
- Marie Trudeau, E-Bassistin, Sängerin, Komponistin
- Olivia Trummer, * 1985, Pianistin, Sängerin, Komponistin
- Emy Tseng, Sängerin
- Anna Tsombanis, * 1994, Tenorsaxophonistin
- Akiko Tsuruga, Pianistin, Organistin
- Kristiina Tuomi, * 1977, Sängerin, Schlagzeugerin
- Saadet Türköz, * 1961, Sängerin
- Edythe Turnham, 1890–1950, Pianistin, Orchesterleiterin
- Ola Turkiewicz, Sängerin
- Fjoralba Turku, * 1983, Sängerin
- Rosie Turton, * 1992/93, Posaunistin
- Ayşe Tütüncü, * 1960, Pianistin, Komponistin
- June Tyson, 1936–1992, Sängerin, Violinistin
- Randi Tytingvåg, * 1978, Singer-Songwriterin

### U
- Noriko Ueda, * 1972, Bassistin, Komponistin
- Hiromi Uehara, * 1979, Pianistin
- Takako Ueno, Sängerin
- Antje Uhle, * 1973, Pianistin, Komponistin
- Christiana Uikiza, Sängerin
- Frances-Marie Uitti, * 1948, Cellistin
- Birgit Ulher, * 1961, Trompeterin
- Lisa Ullén, * 1964, Pianistin
- Christa Unternährer, * 1981, Sängerin, Songwriterin
- Jule Unterspann, * 1972, Sängerin, Komponistin
- Imani Uzuri, * ≈1980, Sängerin, Komponistin, Liedtexterin

### V
- Trine-Lise Væring, * 1965, Sängerin, Songwriterin
- Asja Valčić, * 1967, Cellistin, Komponistin
- Giulia Valle, * 1972, Kontrabassistin
- Lydia van Dam, * 1970, Sängerin
- Sanne van Hek, * 1978, Trompeterin
- Nicole Van den Plas, * 1943, Pianistin, bildende Künstlerin
- Kalia Vandever, * 1995, Posaunistin, Komponistin
- Els Vandeweyer, * 1982, Vibraphonistin
- Caroll Vanwelden, * 1971, Sängerin, Pianistin
- Annie van ’t Zelfde, 1913–2000, Saxophonistin, Klarinettistin, Pianistin
- Sanna van Vliet, * 1974, Vokalistin, Pianistin
- Reinette van Zijtveld, * 1961, Sängerin
- Johanna Varner, * 1963, Cellistin, Kontrabassistin
- Mônica Vasconcelos, * 1966, Sängerin
- Alexia Vassiliou, * 1964, Sängerin
- Sarah Vaughan, 1924–1990, Sängerin
- Angèle Veltmeijer, Saxophonistin, Flötistin
- Varijashree Venugopal, * 1991, Sängerin, Flötistin
- Nilüfer Verdi, * 1956, Pianistin, Komponistin
- Martina Verhoeven, Pianistin, Bassistin
- Cécile Verny, * 1969, Sängerin
- Marlene VerPlanck, 1933–2018, Sängerin
- Clara Vetter, * 1996, Pianistin, Komponistin
- Andrea Vicari, * 1965, Pianistin
- Fay Victor, * 1965, Sängerin
- Biggi Vinkeloe, * 1956, Saxophonistin, Flötistin
- Lucie Vítková, * 1985, Akkordeonistin
- Céline Voccia,* 198?, Pianistin
- Heidi Vogel, * ≈1977, Sängerin
- Magda Vogel, * ≈1957, Sängerin
- Ute Völker, * 1963, Akkordeonistin
- Luise Volkmann, * 1992, Saxophonistin, Flötistin
- Kadri Voorand, * 1986, Sängerin
- Niki Vörös, * 1979, Sängerin
- Shishani Vranckx, * 1987, Sängerin, Gitarristin, Songwriterin, Kulturanthropologin
- Meta de Vries, 1941–2011, Hörfunk-Moderatorin und Sängerin
- Clara Vuust, Sängerin

### W
- Miho Wada, * 1979, Flötistin, Komponistin, Sängerin
- Stephanie Wagner, * 1967, Flötistin
- Lisa Wahlandt, * 1971, Sängerin
- Mala Waldron, * 1958, Pianistin, Sängerin
- Melissa Walker, * 1964, Sängerin
- Julie Walkington, Bassistin, Bandleaderin
- Sippie Wallace, 1898–1986, Sängerin
- Mariam Wallentin * 1982, Sängerin, Perkussionistin, Komponistin und Schauspielerin
- Susanna Wallumrød, * 1979, Sängerin
- Jill Walsh, 1965–2012, Sängerin
- Priska Walss, * 1964, Posaunistin, Alphornspielerin
- Ellen Andrea Wang, * 1986, Bassistin, Sängerin
- Jane Wang, * 1957, Kontrabassistin und Komponistin
- Ann E. Ward, 1949–2016, Pianistin, Sängerin
- Clara Ward, 1924–1973, Sängerin, Komponistin, Arrangeurin
- Helen Ward, 1916–1998, Sängerin (Swing)
- Anita Wardell, * 1961, Sängerin
- Marta Warelis, * 1986, Pianistin
- Wanda Warska, 1932–2019, Sängerin, Betreiberin eines Kunstinstituts
- Jennifer Wharton, * ≈1990, Posaunistin
- Dinah Washington, 1924–1963, Sängerin
- Liliane Wasserfallen-Rougemont, 1927–2014, Pianistin
- Ute Wassermann, * 1960, Sängerin und Komponistin
- Mamiko Watanabe, * 1980, Pianistin
- Ethel Waters, 1896–1977, Sängerin
- Patty Waters, 1946–2024, Vokalistin
- Laurel Watson 1911–2001, Sängerin
- Malin Wättring, * 1987, Saxophonistin, auch Gitarristin und Singer-Songwriterin
- Frances Wayne, 1924–1978, Sängerin
- Anna Webber, * 1984, Saxophonistin, Flötistin, Komponistin
- Katharina Weber, * 1958, Pianistin, Komponistin
- Sandra Weckert, * 1973, Saxophonistin, Komponistin
- Sophie Wegener, * 1966, Sängerin
- Judith Wegmann, * 1975, Pianistin
- Susanne Weidinger, * 1977, Saxophonistin
- Karoline Weidt, * 1995, Sängerin
- Susan Weinert, 1965–2020, Gitarristin
- Hannah Weiss, * 1992, Sängerin
- Deborah Weisz, Posaunist
- Angelika Weiz, * 1954, Sängerin
- Ronnie Wells, 1943–2007, Sängerin, Hochschullehrerin
- Carol Welsman, * 1960, Sängerin, Pianistin
- Cecilia Wennerström, * 1947, Saxophonistin, Flötistin, Bandleaderin
- Magni Wentzel, * 1945, Sängerin, Gitarristin
- Catia Werneck, * 1962, Sängerin, Komponistin
- Ingrid Werner, 1935–2022, Sängerin
- Julia Werup, * 1987, Sängerin, Dichterin
- Lis Wessberg, * 1967, Posaunistin
- Kate Westbrook, * 1939, Sängerin, Hornistin, Malerin
- Bonnie Wetzel, 1926–1965, Bassistin
- Mae Wheeler, 1934–2011, Sängerin und Musikveranstalterin
- Nedra Wheeler, Bassistin
- Liesl Whitaker, * 1969, Trompeterin
- Marena Whitcher, 1990, Sängerin, Multiinstrumentalistin, Komponistin, Gesamtkünstlerin
- Carla White, 1951–2007, Sängerin
- Evelyn White, Sängerin
- Kitty White, 1923–2009, Sängerin
- Princess White, 1881–1976, Sängerin
- Annie Whitehead, * 1955, Posaunistin, Arrangeurin
- Wesla Whitfield, 1947–2018, Sängerin
- Amanda Whiting, * 1976, Harfenistin
- Alice Whyte, 1922–2015, Schlagzeugerin, Orchesterleiterin
- Patti Wicks, 1945–2014, Sängerin, Pianistin
- Anna Widauer, * 1989, Sängerin
- Barbara Widmer, * 1954, Pianistin
- Mareike Wiening, * 1987, Schlagzeugerin
- Ursula Wienken, * 2001, Bassistin
- Barbara Wiernik, * 1974, Sängerin, Komponistin
- Astrid Wiesinger, * 1988, Saxophonistin
- Beate Wiesinger, * 1986, Bassistin
- Christine Wildbolz, * 1960, Bassistin
- Joan Wildman, 1938–2020, Pianistin
- Michelle Wiley, * ≈1955, Sängerin, Pianistin
- Lisa Wilhelm, * 1997, Schlagzeugerin
- Tal Wilkenfeld, * 1986, Bassistin
- Sofia Will, * 2000, Saxophonistin
- Lena Willemark, * 1960, Geigerin, Sängerin
- Byllye Williams, 1922–1958, Pianistin, Sängerin
- Cathy Williams, Sängerin, Pianistin, Keyboard-Spielerin
- Devonia Williams, 1924–1967, Pianistin, Sängerin
- Jessica Jennifer Williams, * 1948, Pianistin, Komponistin
- Kate Williams, Pianistin, Komponistin, Bandleaderin
- Mary Lou Williams, 1910–1981, Pianistin, Bandleaderin, Komponistin, Arrangeurin
- Midge Williams, 1915–1952, Sängerin
- Cassandra Wilson, * 1955, Sängerin
- Edith Wilson, 1896–1981, Sängerin und Schauspielerin
- Jen Wilson, 1944–2023, Pianistin, Gender- und Jazzhistorikerin
- Nancy Wilson, 1937–2018, Sängerin
- Anna Mae Winburn, 1913–1999, Sängerin, Orchesterleiterin
- Corinne Windler, * 1974, Saxophonistin, Schlagzeugerin
- Kathrine Windfeld, * 1984, Pianistin, Komponistin, Bigbandleiterin
- Pam Windo, * 1942, Pianistin und Sängerin
- Laura Winkler, * 1988, Sängerin
- Norma Winstone, * 1941, Sängerin, Jazzpädagogin
- Kitty Winter, * 1952, Sängerin
- Pinky Winters, * 1930, Sängerin
- Stevie Wishart, * 1959, Drehleier- und Rebec-Spielerin, Sängerin, Komponistin
- Emily Wittbrodt, * 1994, Cellistin
- Christine Wodrascka, * 1957, Pianistin
- Anna Wohlfarth, * 1994, Pianistin
- Anne Wolf, * 1967, Pianistin
- Tricia Woods, 1966–2011, Pianistin
- Nioka Workman, * 1963, Cellistin
- Sabine Worthmann, * 1959, Kontrabassistin, Komponistin
- Femke Woud, * ≈1980, Sängerin
- Tina Wrase, 1960–2000, Bassklarinettistin, Sopransaxophonistin
- Jeanette Wrate, Schlagzeugerin
- Edythe Wright, 1914–1965, Sängerin
- Elly Wright, * 1940, Sängerin, Jazzpädagogin
- Lizz Wright, * 1980, Sängerin
- Samantha Wright, * 1995, Klarinettistin
- Marianna Wróblewska, * 1943, Sängerin
- Pascal von Wroblewsky, * 1962, Sängerin und Schauspielerin
- Lisa-Rebecca Wulff, * 1990, Bassistin
- Luzia von Wyl, * 1985, Pianistin
- Gail Wynthers, Sängerin

### X
- Anny Xhofleer, 1913–2006, Sängerin
- Xu Fengxia, * 1963, Guzheng-Spielerin

### Y
- Eri Yamamoto, * ≈1970, Pianistin
- Savina Yannatou, * 1959, Sängerin
- Michiyo Yagi, * 1962, Koto-Spielerin
- Jeong Lim Yang, * ≈1985, Bassistin
- Minami Yasuda, * 1943, Sängerin
- Grace Yoon, * 1952, Audiokünstlerin, Performance-Künstlerin, Schauspielerin, Hörspielautorin und Regisseurin
- Sumiko Yoseyama, Sängerin
- Irma Young, 1912–1993, Saxophonistin, Tänzerin
- Karen Young, * 1951, Sängerin, Komponistin
- Katherine Young, * 1980, Fagottistin
- Brandee Younger, * 1983, Harfenistin
- Chan Yuan Zhao, * 1979, Guzheng-Spielerin

### Z
- Pamela Z, * 1956, Sängerin, Elektronikerin, Medienkünstlerin
- Rachel Z, * 1962, Pianistin
- Mia Zabelka, * 1963, Violinistin, Sängerin
- Nika Zach, * 1975, Sängerin
- Aziza Mustafa Zadeh, * 1969, Pianistin, Sängerin, Komponistin
- Luiza Zan, * 1980, Sängerin
- Valeria Zangger, * 1985, Schlagzeugerin, Perkussionistin
- Amy Zapf, * 1974, Pianistin, Organistin, Sängerin Bassistin
- Aga Zaryan, * 1976, Sängerin
- Cristina Zavalloni, * 1973, Sängerin, Komponistin, Pianistin
- Cynthia Zaven, * 1970, Pianistin, Installationskünstlerin
- Monica Zetterlund, 1937–2005, Sängerin
- Rebekka Ziegler, * 1991, Sängerin
- Tizia Zimmermann, * 1995, Akkordeonistin
- Ella Zirina, * 1997, Gitarristin
- Muriel Zoe, * 1969, Singer-Songwriterin
- Eva Zöllner, * 1978, Akkordeonistin
- Veronika Zunhammer, * 1985, Sängerin, Pianistin
- Nicole Zuraitis, * 1985, Sängerin, Pianistin
- Christina Zurhausen, * 1981, Gitarristin
- Sylwia Zytynska, * 1963, Schlagwerkerin, Komponistin